# Lista țărilor în funcție de ponderea populației care trăiește sub pragul sărăciei

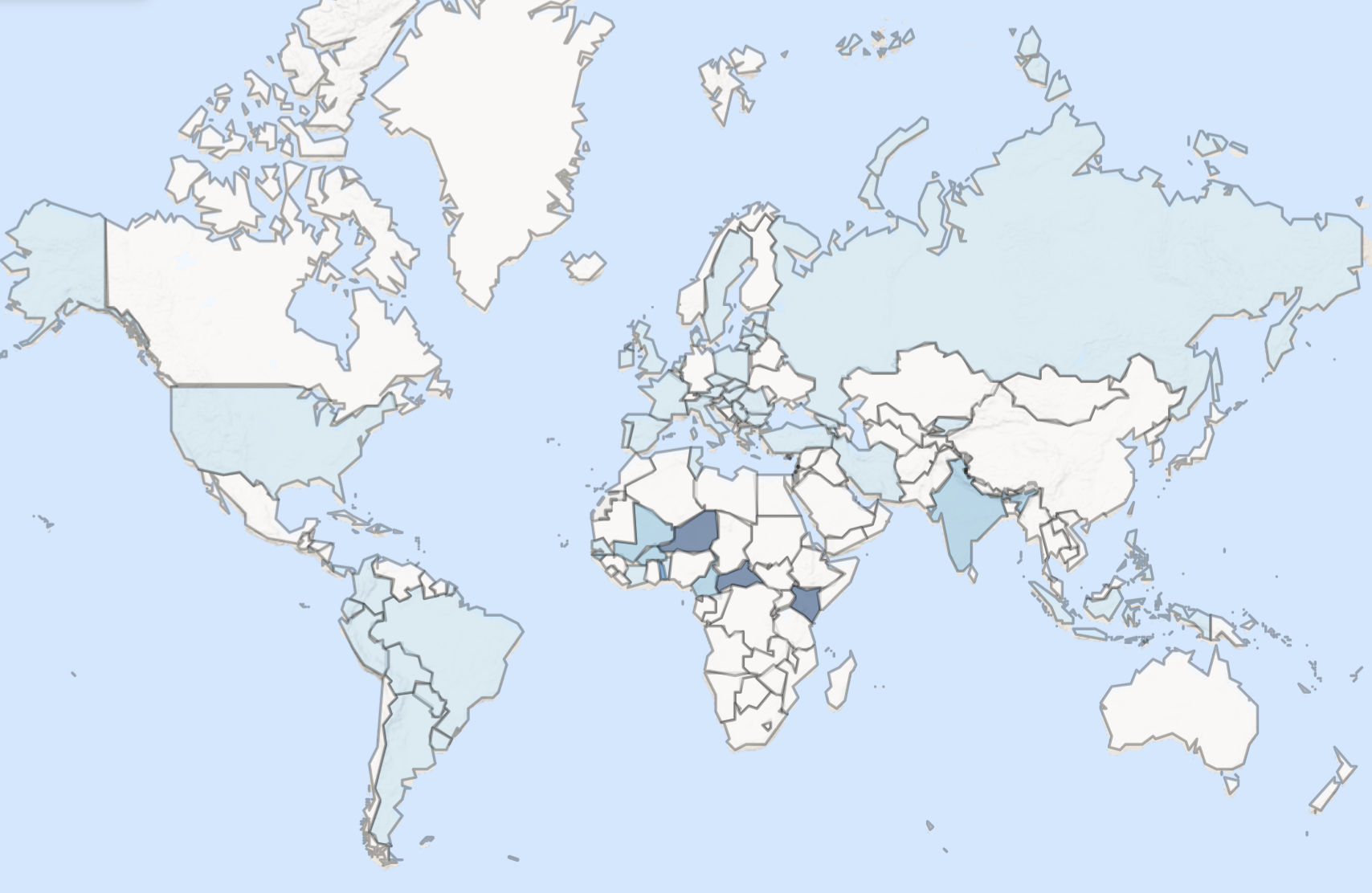
Harta globală în funcție de pragul de sărăcie de 2,15 USD pe zi (PPC 2017) (% din populație), 2021 conform Băncii Mondiale

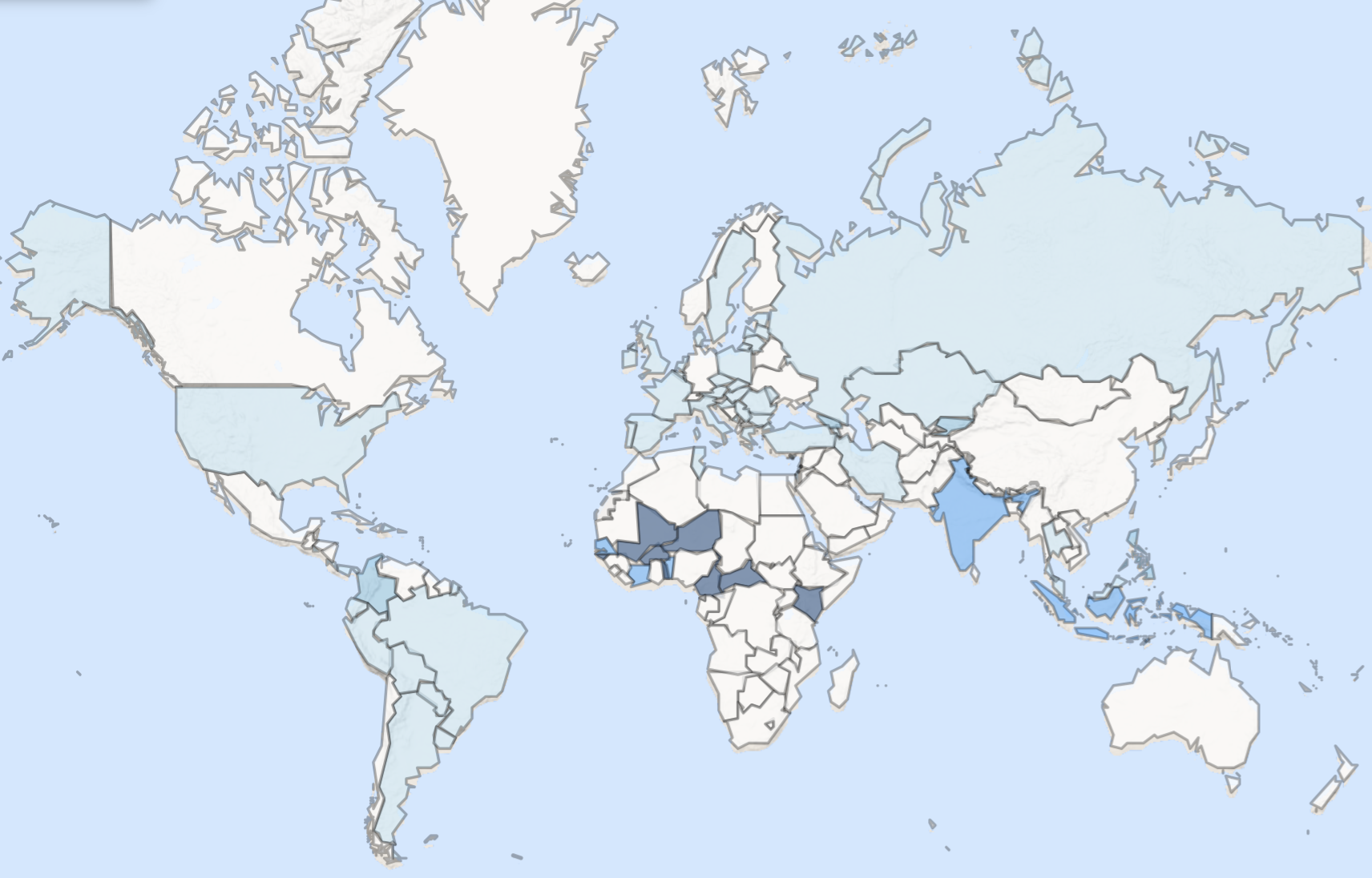
Harta globală în funcție de pragul de sărăcie de 3,65 USD pe zi (PPC 2017) (% din populație), 2021 conform Băncii Mondiale

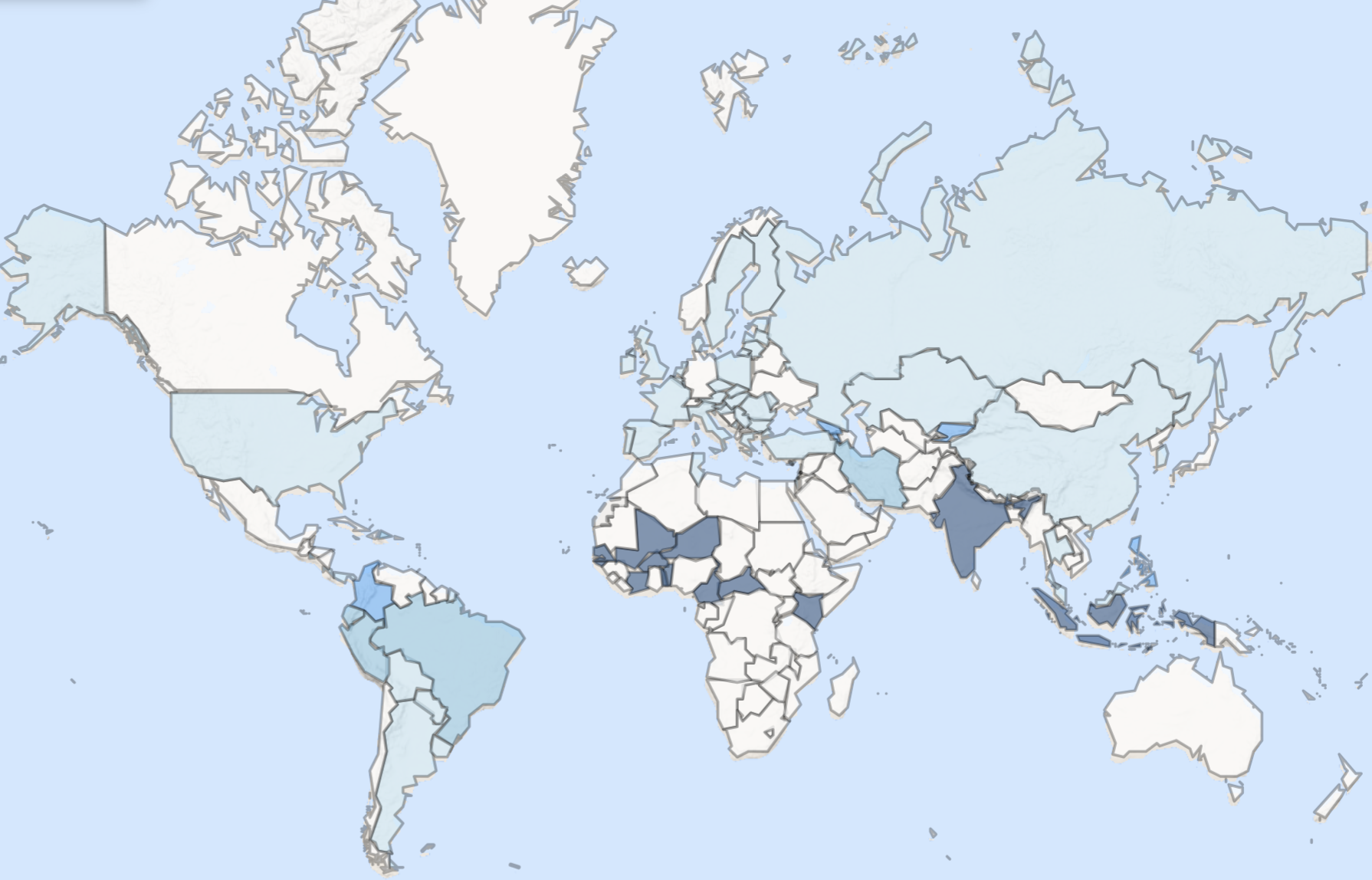
Harta globală în funcție de pragul de sărăcie de 6,85 USD pe zi (PPC 2017) (% din populație), 2021 conform Băncii Mondiale

Lista țărilor în funcție de ponderea populației care trăiește sub pragul sărăciei este o listă a țărilor și teritoriilor lumii în funcție de procentul populației care trăiește în sărăcie, conform datelor publicate de Banca Mondială și Organizația Internațională a Muncii.
Într-o prezentare preluată de Organizația Națiunilor Unite pentru Dezvoltare Industrială în cadrul celei de-a zecea sesiuni a Adunării Generale, Banca Mondială a propus o definiție a termenului de sărăcie. „Sărăcia este foamete. Sărăcia este lipsa unui adăpost. Sărăcia înseamnă să fii bolnav și să nu poți consulta un medic. Sărăcia înseamnă să nu poți merge la școală și să nu știi să citești. Sărăcia înseamnă să nu ai un loc de muncă, să-ți fie frică pentru viitor, să trăiești de pe o zi pe alta. Sărăcia înseamnă pierderea unui copil din cauza unei boli cauzate de apa contaminată. Sărăcia înseamnă neputință, lipsă de reprezentare și de libertate”.
Sărăcia este definită ca o condiție economică caracterizată atât prin lipsa banilor, cât și a nevoilor de bază necesare traiului, cum ar fi hrana, apa potabilă, utilitățile și locuința. Există numeroase definiții ale sărăciei, având loc dezbateri considerabile asupra celei mai precise definiții a termenului. Lipsa securității veniturilor, a stabilității economice și a predictibilității satisfacerii nevoilor de bază servesc ca indicatori absoluți ai sărăciei. Prin urmare, sărăcia poate fi definită și drept condiția economică a lipsei de mijloace previzibile și stabile de satisfacere a nevoilor de bază ale vieții.
Ca urmare a adoptării noilor valori PPP din 2017, pragurile sărăciei globale au fost revizuite în 2022. Pragul internațional de sărăcie, folosit pentru a defini sărăcia extremă, a fost revizuit la 2,15 USD de la 1,90 USD. Pragurile de sărăcie pentru alte grupuri de țări au fost, de asemenea, revizuite. Pragul sărăciei pentru țările cu venituri medii inferioare a crescut la 3,65 USD de la 3,20 USD, în timp ce pragul sărăciei pentru țările cu venituri medii superioare a crescut la 6,85 USD de la 5,50 USD.
Primul tabel prezintă o listă a țărilor în funcție de ponderea populației cu un venit mai mic de 2,15 USD (pragul sărăciei extreme), 3,65 USD și 6,85 USD pe zi la prețurile internaționale armonizate cu paritatea puterii de cumpărare (PPC) din 2017. Valorile sunt preluate din baza de date publicată de Banca Mondială (World Bank API).
Pe măsură ce diferențele dintre nivelurile prețurilor din întreaga lume evoluează, pragul global de sărăcie trebuie actualizat periodic pentru a reflecta aceste schimbări. Banca Mondială a actualizat pragul global de sărăcie în septembrie 2022. Decizia urmează publicării în 2020 a noilor valori ale parității puterii de cumpărare (PPC) – principalele date utilizate pentru a converti diferite valute într-o unitate comună, comparabilă și pentru a ține cont de diferențele de preț între țări. Noul prag al sărăciei extreme, de 2,15 USD de persoană pe zi, care înlocuiește pragul de sărăcie de 1,90 USD, se bazează pe valorile PPC din 2017. Aceasta înseamnă că oricine trăiește cu mai puțin de 2,15 USD pe zi este considerat că trăiește în sărăcie extremă. Aproximativ 648 de milioane de oameni la nivel global se aflau în această situație în 2019
Al doilea tabel prezintă o listă a țărilor în funcție de ponderea populației care trăiește sub pragul național al sărăciei, respectiv pragul de sărăcie considerat adecvat pentru o țară de către autoritățile sale. Estimările naționale se bazează pe estimările subgrupurilor ponderate în funcție de populație din anchetele realizate în gospodării.
Definițiile pragului sărăciei variază considerabil între țări. De exemplu, țările bogate folosesc în general standarde de sărăcie mai generoase decât cele sărace. Chiar și între țările bogate, standardele diferă foarte mult. Astfel, valorile nu sunt comparabile între țări. Chiar și atunci când țările folosesc aceeași metodă, unele probleme pot persista.
Potrivit Băncii Mondiale, „rata sărăciei la o valoare definită pe zi reprezintă procentul populației care trăiește cu mai puțin decât acea valoare pe zi la prețurile ajustate pentru puterea de cumpărare din 2017. Ca urmare a revizuirii ratelor de schimb PPC, ratele sărăciei pentru o țară nu pot fi comparate cu ratele sărăciei raportate în edițiile anterioare pentru aceeași țară”. „Rata națională a sărăciei reprezintă procentul populației care trăiește sub pragul național al sărăciei. Estimările naționale se bazează pe estimările ponderate ale subgrupurilor în funcție de populație din anchetele gospodăriilor”.
O țară poate avea un prag național unic de sărăcie sau praguri separate de sărăcie pentru zonele rurale și urbane, sau pentru zone geografice diferite, pentru a reflecta diferențele în ceea ce privește costul vieții sau, uneori, pentru a reflecta diferențele în alimentație și coșuri de consum. Pragurile naționale de sărăcie reflectă percepțiile locale asupra nivelului și compoziției consumului sau veniturilor necesare pentru ca un locuitor să nu fie considerat sărac. Limita percepută între persoanele cu venituri reduse și cele cu venituri medii crește de obicei odată cu venitul mediu al unei țări și, prin urmare, nu oferă o măsură uniformă pentru compararea ratelor sărăciei între țări. Aproape toate pragurile naționale de sărăcie din economiile în curs de dezvoltare sunt calculate în funcție de costul unui pachet alimentar care include alimentele de bază la nivel național disponibile persoanelor cu venituri reduse, care asigură o nutriție adecvată pentru o sănătate bună și o activitate normală, plus o diferență alocată cheltuielilor nealimentare.
Al treilea tabel prezintă un clasament al țărilor lumii în funcție de procentul populației active cu un venit mai mic de 2,15 USD (pragul de sărăcie extremă) și de până la 3,65 USD pe zi (pragul de sărăcie moderată). Datele provin din ILOSTAT, baza de date a Organizației Internaționale a Muncii.
Potrivit Organizației Internaționale a Muncii, „angajații săraci sunt persoanele angajate care trăiesc în gospodării care se încadrează sub pragul de sărăcie. În timp ce sărăcia din țările dezvoltate este adesea asociată cu șomajul, sărăcia extremă care există în mare parte din lumea în curs de dezvoltare este în mare măsură o problemă a persoanelor angajate. Pentru acești lucrători săraci, problema este de obicei una de calitate a forței de muncă, ei fiind incapabili să se ridice pe ei înșiși, împreună cu familiile lor, peste pragul sărăciei”.

## Ponderea populației care trăiește sub pragurile internaționale ale sărăciei
Tabelul prezintă procentul din populație care trăiește cu mai puțin de 2,15 USD, 3,65 USD și 6,85 USD pe zi, dolari internaționali armonizați cu paritatea puterii de cumpărare (PPC), conform datelor publicate de Banca Mondială. Sortarea este alfabetică după codul țării, conform ISO 3166-1 alpha-3.
| Țară/Teritoriu/Regiune/Grup            | Regiune                             | Clasificare după venituri (conform BM) | Ponderea populației care trăiește sub pragul sărăciei de | Ponderea populației care trăiește sub pragul sărăciei de | Ponderea populației care trăiește sub pragul sărăciei de | An   |
| Țară/Teritoriu/Regiune/Grup            | Regiune                             | Clasificare după venituri (conform BM) | 2,15 USD pe zi                                           | 3,65 USD pe zi                                           | 6,85 USD pe zi                                           | An   |
| Țară/Teritoriu/Regiune/Grup            | Regiune                             | Clasificare după venituri (conform BM) | % din populație                                          | % din populație                                          | % din populație                                          | An   |
|                                        |                                     |                                        |                                                          |                                                          |                                                          |      |
| -------------------------------------- | ----------------------------------- | -------------------------------------- | -------------------------------------------------------- | -------------------------------------------------------- | -------------------------------------------------------- | ---- |
| Aruba                                  | America Latină și Caraibe           | Țară cu venituri mari                  | N/A                                                      | N/A                                                      | N/A                                                      | N/A  |
| Afganistan                             | Asia de Sud                         | Țară cu venituri mici                  | N/A                                                      | N/A                                                      | N/A                                                      | N/A  |
| Angola                                 | Africa subsahariană                 | Țară cu venituri medii inferioare      | 31,1%                                                    | 52,9%                                                    | 78,0%                                                    | 2018 |
| Albania                                | Europa și Asia Centrală             | Țară cu venituri medii superioare      | 0,0%                                                     | 1,5%                                                     | 13,7%                                                    | 2020 |
| Andorra                                | Europa și Asia Centrală             | Țară cu venituri mari                  | N/A                                                      | N/A                                                      | N/A                                                      | N/A  |
| Emiratele Arabe Unite                  | Orientul mijlociu și Africa de Nord | Țară cu venituri mari                  | 0,0%                                                     | 0,0%                                                     | 0,4%                                                     | 2018 |
| Argentina                              | America Latină și Caraibe           | Țară cu venituri medii superioare      | 0,6%                                                     | 2,5%                                                     | 10,9%                                                    | 2022 |
| Armenia                                | Europa și Asia Centrală             | Țară cu venituri medii superioare      | 0,8%                                                     | 10,0%                                                    | 51,3%                                                    | 2022 |
| Samoa Americană                        | Asia de Est și Pacific              | Țară cu venituri mari                  | N/A                                                      | N/A                                                      | N/A                                                      | N/A  |
| Antigua și Barbuda                     | America Latină și Caraibe           | Țară cu venituri mari                  | N/A                                                      | N/A                                                      | N/A                                                      | N/A  |
| Australia                              | Asia de Est și Pacific              | Țară cu venituri mari                  | 0,5%                                                     | 0,7%                                                     | 1,0%                                                     | 2018 |
| Austria                                | Europa și Asia Centrală             | Țară cu venituri mari                  | 0,5%                                                     | 0,5%                                                     | 1,1%                                                     | 2021 |
| Azerbaidjan                            | Europa și Asia Centrală             | Țară cu venituri medii superioare      | N/A                                                      | N/A                                                      | N/A                                                      | N/A  |
| Burundi                                | Africa subsahariană                 | Țară cu venituri mici                  | 62,1%                                                    | 86,2%                                                    | 96,8%                                                    | 2020 |
| Belgia                                 | Europa și Asia Centrală             | Țară cu venituri mari                  | 0,0%                                                     | 0,1%                                                     | 0,2%                                                     | 2021 |
| Benin                                  | Africa subsahariană                 | Țară cu venituri medii inferioare      | 12,7%                                                    | 43,4%                                                    | 81,4%                                                    | 2021 |
| Burkina Faso                           | Africa subsahariană                 | Țară cu venituri mici                  | 25,3%                                                    | 60,7%                                                    | 88,1%                                                    | 2021 |
| Bangladesh                             | Asia de Sud                         | Țară cu venituri medii inferioare      | 5,0%                                                     | 30,0%                                                    | 74,1%                                                    | 2022 |
| Bulgaria                               | Europa și Asia Centrală             | Țară cu venituri mari                  | 0,7%                                                     | 2,0%                                                     | 5,8%                                                     | 2021 |
| Bahrain                                | Orientul mijlociu și Africa de Nord | Țară cu venituri mari                  | N/A                                                      | N/A                                                      | N/A                                                      | N/A  |
| Bahamas                                | America Latină și Caraibe           | Țară cu venituri mari                  | N/A                                                      | N/A                                                      | N/A                                                      | N/A  |
| Bosnia și Herțegovina                  | Europa și Asia Centrală             | Țară cu venituri medii superioare      | N/A                                                      | N/A                                                      | N/A                                                      | N/A  |
| Belarus                                | Europa și Asia Centrală             | Țară cu venituri medii superioare      | 0,0%                                                     | 0,1%                                                     | 1,3%                                                     | 2020 |
| Belize                                 | America Latină și Caraibe           | Țară cu venituri medii superioare      | N/A                                                      | N/A                                                      | N/A                                                      | N/A  |
| Bermuda                                | America de Nord                     | Țară cu venituri mari                  | N/A                                                      | N/A                                                      | N/A                                                      | N/A  |
| Bolivia                                | America Latină și Caraibe           | Țară cu venituri medii inferioare      | 2,0%                                                     | 5,4%                                                     | 15,2%                                                    | 2021 |
| Brazilia                               | America Latină și Caraibe           | Țară cu venituri medii superioare      | 3,5%                                                     | 8,4%                                                     | 23,5%                                                    | 2022 |
| Barbados                               | America Latină și Caraibe           | Țară cu venituri mari                  | N/A                                                      | N/A                                                      | N/A                                                      | N/A  |
| Brunei                                 | Asia de Est și Pacific              | Țară cu venituri mari                  | N/A                                                      | N/A                                                      | N/A                                                      | N/A  |
| Bhutan                                 | Asia de Sud                         | Țară cu venituri medii inferioare      | 0,0%                                                     | 0,5%                                                     | 8,4%                                                     | 2022 |
| Botswana                               | Africa subsahariană                 | Țară cu venituri medii superioare      | N/A                                                      | N/A                                                      | N/A                                                      | N/A  |
| Republica Centrafricană                | Africa subsahariană                 | Țară cu venituri mici                  | 65,7%                                                    | 85,8%                                                    | 96,2%                                                    | 2021 |
| Canada                                 | America de Nord                     | Țară cu venituri mari                  | 0,2%                                                     | 0,5%                                                     | 0,7%                                                     | 2019 |
| Elveția                                | Europa și Asia Centrală             | Țară cu venituri mari                  | 0,0%                                                     | 0,1%                                                     | 0,1%                                                     | 2020 |
| Chile                                  | Europa și Asia Centrală             | Țară cu venituri mari                  | N/A                                                      | N/A                                                      | N/A                                                      | N/A  |
| Chile                                  | America Latină și Caraibe           | Țară cu venituri mari                  | 0,4%                                                     | 0,9%                                                     | 4,7%                                                     | 2022 |
| China                                  | Asia de Est și Pacific              | Țară cu venituri medii superioare      | 0,0%                                                     | 0,0%                                                     | 17,0%                                                    | 2021 |
| Coasta de Fildeș                       | Africa subsahariană                 | Țară cu venituri medii inferioare      | 9,7%                                                     | 38,4%                                                    | 76,4%                                                    | 2021 |
| Camerun                                | Africa subsahariană                 | Țară cu venituri medii inferioare      | 23,0%                                                    | 46,7%                                                    | 76,0%                                                    | 2021 |
| Republica Democrată Congo              | Africa subsahariană                 | Țară cu venituri mici                  | 78,9%                                                    | 92,1%                                                    | 97,7%                                                    | 2020 |
| Republica Congo                        | Africa subsahariană                 | Țară cu venituri medii inferioare      | N/A                                                      | N/A                                                      | N/A                                                      | N/A  |
| Columbia                               | America Latină și Caraibe           | Țară cu venituri medii superioare      | 6,0%                                                     | 14,0%                                                    | 34,8%                                                    | 2022 |
| Comore                                 | Africa subsahariană                 | Țară cu venituri medii inferioare      | N/A                                                      | N/A                                                      | N/A                                                      | N/A  |
| Capul Verde                            | Africa subsahariană                 | Țară cu venituri medii inferioare      | N/A                                                      | N/A                                                      | N/A                                                      | N/A  |
| Costa Rica                             | America Latină și Caraibe           | Țară cu venituri medii superioare      | 0,9%                                                     | 3,0%                                                     | 12,7%                                                    | 2023 |
| Cuba                                   | America Latină și Caraibe           | Țară cu venituri medii superioare      | N/A                                                      | N/A                                                      | N/A                                                      | N/A  |
| Curaçao                                | America Latină și Caraibe           | Țară cu venituri mari                  | N/A                                                      | N/A                                                      | N/A                                                      | N/A  |
| Insulele Cayman                        | America Latină și Caraibe           | Țară cu venituri mari                  | N/A                                                      | N/A                                                      | N/A                                                      | N/A  |
| Cipru                                  | Europa și Asia Centrală             | Țară cu venituri mari                  | 0,0%                                                     | 0,1%                                                     | 0,1%                                                     | 2021 |
| Cehia                                  | Europa și Asia Centrală             | Țară cu venituri mari                  | 0,1%                                                     | 0,1%                                                     | 0,3%                                                     | 2021 |
| Germania                               | Europa și Asia Centrală             | Țară cu venituri mari                  | 0,2%                                                     | 0,2%                                                     | 0,5%                                                     | 2020 |
| Djibouti                               | Orientul mijlociu și Africa de Nord | Țară cu venituri medii inferioare      | 19,1%                                                    | 43,8%                                                    | 78,5%                                                    | 2017 |
| Dominica                               | America Latină și Caraibe           | Țară cu venituri medii superioare      | N/A                                                      | N/A                                                      | N/A                                                      | N/A  |
| Danemarca                              | Europa și Asia Centrală             | Țară cu venituri mari                  | 0,2%                                                     | 0,2%                                                     | 0,3%                                                     | 2021 |
| Republica Dominicană                   | America Latină și Caraibe           | Țară cu venituri medii superioare      | 0,8%                                                     | 4,0%                                                     | 21,5%                                                    | 2022 |
| Algeria                                | Orientul mijlociu și Africa de Nord | Țară cu venituri medii superioare      | N/A                                                      | N/A                                                      | N/A                                                      | N/A  |
| Ecuador                                | America Latină și Caraibe           | Țară cu venituri medii superioare      | 3,8%                                                     | 10,3%                                                    | 29,6%                                                    | 2023 |
| Egipt                                  | Orientul mijlociu și Africa de Nord | Țară cu venituri medii inferioare      | 1,5%                                                     | 17,6%                                                    | 68,8%                                                    | 2019 |
| Eritreea                               | Africa subsahariană                 | Țară cu venituri mici                  | N/A                                                      | N/A                                                      | N/A                                                      | N/A  |
| Spania                                 | Europa și Asia Centrală             | Țară cu venituri mari                  | 0,6%                                                     | 0,9%                                                     | 1,9%                                                     | 2021 |
| Estonia                                | Europa și Asia Centrală             | Țară cu venituri mari                  | 0,3%                                                     | 0,4%                                                     | 0,7%                                                     | 2021 |
| Etiopia                                | Africa subsahariană                 | Țară cu venituri mici                  | N/A                                                      | N/A                                                      | N/A                                                      | N/A  |
| Finlanda                               | Europa și Asia Centrală             | Țară cu venituri mari                  | 0,0%                                                     | 0,0%                                                     | 0,1%                                                     | 2021 |
| Fiji                                   | Asia de Est și Pacific              | Țară cu venituri medii superioare      | 1,3%                                                     | 12,4%                                                    | 52,6%                                                    | 2019 |
| Franța                                 | Europa și Asia Centrală             | Țară cu venituri mari                  | 0,1%                                                     | 0,2%                                                     | 0,5%                                                     | 2021 |
| Insulele Feroe                         | Europa și Asia Centrală             | Țară cu venituri mari                  | N/A                                                      | N/A                                                      | N/A                                                      | N/A  |
| Statele Federate ale Microneziei       | Asia de Est și Pacific              | Țară cu venituri medii inferioare      | N/A                                                      | N/A                                                      | N/A                                                      | N/A  |
| Gabon                                  | Africa subsahariană                 | Țară cu venituri medii superioare      | 2,5%                                                     | 8,1%                                                     | 31,2%                                                    | 2017 |
| Regatul Unit                           | Europa și Asia Centrală             | Țară cu venituri mari                  | 0,2%                                                     | 0,5%                                                     | 0,7%                                                     | 2021 |
| Georgia                                | Europa și Asia Centrală             | Țară cu venituri medii superioare      | 4,3%                                                     | 15,0%                                                    | 47,7%                                                    | 2022 |
| Ghana                                  | Africa subsahariană                 | Țară cu venituri medii inferioare      | N/A                                                      | N/A                                                      | N/A                                                      | N/A  |
| Gibraltar                              | Europa și Asia Centrală             | Țară cu venituri mari                  | N/A                                                      | N/A                                                      | N/A                                                      | N/A  |
| Guineea                                | Africa subsahariană                 | Țară cu venituri medii inferioare      | 13,8%                                                    | 46,6%                                                    | 86,8%                                                    | 2018 |
| Gambia                                 | Africa subsahariană                 | Țară cu venituri mici                  | 17,2%                                                    | 47,0%                                                    | 80,6%                                                    | 2020 |
| Guineea-Bissau                         | Africa subsahariană                 | Țară cu venituri mici                  | 26,0%                                                    | 60,2%                                                    | 89,1%                                                    | 2021 |
| Guineea Ecuatorială                    | Africa subsahariană                 | Țară cu venituri medii superioare      | N/A                                                      | N/A                                                      | N/A                                                      | N/A  |
| Grecia                                 | Europa și Asia Centrală             | Țară cu venituri mari                  | 0,6%                                                     | 1,1%                                                     | 2,9%                                                     | 2021 |
| Grenada                                | America Latină și Caraibe           | Țară cu venituri medii superioare      | 0,3%                                                     | 1,3%                                                     | 13,8%                                                    | 2018 |
| Groenlanda                             | Europa și Asia Centrală             | Țară cu venituri mari                  | N/A                                                      | N/A                                                      | N/A                                                      | N/A  |
| Guatemala                              | America Latină și Caraibe           | Țară cu venituri medii superioare      | N/A                                                      | N/A                                                      | N/A                                                      | N/A  |
| Guam                                   | Asia de Est și Pacific              | Țară cu venituri mari                  | N/A                                                      | N/A                                                      | N/A                                                      | N/A  |
| Guyana                                 | America Latină și Caraibe           | Țară cu venituri mari                  | N/A                                                      | N/A                                                      | N/A                                                      | N/A  |
| Hong Kong, China                       | Asia de Est și Pacific              | Țară cu venituri mari                  | N/A                                                      | N/A                                                      | N/A                                                      | N/A  |
| Honduras                               | America Latină și Caraibe           | Țară cu venituri medii inferioare      | 12,7%                                                    | 26,4%                                                    | 49,5%                                                    | 2019 |
| Croația                                | Europa și Asia Centrală             | Țară cu venituri mari                  | 0,3%                                                     | 0,4%                                                     | 1,8%                                                     | 2021 |
| Haiti                                  | America Latină și Caraibe           | Țară cu venituri medii inferioare      | N/A                                                      | N/A                                                      | N/A                                                      | N/A  |
| Ungaria                                | Europa și Asia Centrală             | Țară cu venituri mari                  | 0,4%                                                     | 0,8%                                                     | 2,2%                                                     | 2021 |
| Indonezia                              | Asia de Est și Pacific              | Țară cu venituri medii superioare      | 1,8%                                                     | 17,5%                                                    | 61,8%                                                    | 2023 |
| Insula Man                             | Europa și Asia Centrală             | Țară cu venituri mari                  | N/A                                                      | N/A                                                      | N/A                                                      | N/A  |
| India                                  | Asia de Sud                         | Țară cu venituri medii inferioare      | 12,9%                                                    | 44,0%                                                    | 81,8%                                                    | 2021 |
| Irlanda                                | Europa și Asia Centrală             | Țară cu venituri mari                  | 0,1%                                                     | 0,1%                                                     | 0,3%                                                     | 2021 |
| Iran                                   | Orientul mijlociu și Africa de Nord | Țară cu venituri medii superioare      | 0,5%                                                     | 3,8%                                                     | 21,9%                                                    | 2022 |
| Irak                                   | Orientul mijlociu și Africa de Nord | Țară cu venituri medii superioare      | N/A                                                      | N/A                                                      | N/A                                                      | N/A  |
| Islanda                                | Europa și Asia Centrală             | Țară cu venituri mari                  | 0,0%                                                     | 0,0%                                                     | 0,0%                                                     | 2017 |
| Israel                                 | Orientul mijlociu și Africa de Nord | Țară cu venituri mari                  | 0,2%                                                     | 1,0%                                                     | 3,5%                                                     | 2021 |
| Italia                                 | Europa și Asia Centrală             | Țară cu venituri mari                  | 0,8%                                                     | 1,0%                                                     | 1,7%                                                     | 2021 |
| Jamaica                                | America Latină și Caraibe           | Țară cu venituri medii superioare      | 0,3%                                                     | 2,4%                                                     | 13,9%                                                    | 2021 |
| Iordania                               | Orientul mijlociu și Africa de Nord | Țară cu venituri medii inferioare      | N/A                                                      | N/A                                                      | N/A                                                      | N/A  |
| Japonia                                | Asia de Est și Pacific              | Țară cu venituri mari                  | N/A                                                      | N/A                                                      | N/A                                                      | N/A  |
| Kazahstan                              | Europa și Asia Centrală             | Țară cu venituri medii superioare      | 0,0%                                                     | 0,3%                                                     | 10,6%                                                    | 2021 |
| Kenya                                  | Africa subsahariană                 | Țară cu venituri medii inferioare      | 36,1%                                                    | 70,1%                                                    | 91,3%                                                    | 2021 |
| Kârgâzstan                             | Europa și Asia Centrală             | Țară cu venituri medii inferioare      | 0,3%                                                     | 11,3%                                                    | 60,1%                                                    | 2022 |
| Cambodia                               | Asia de Est și Pacific              | Țară cu venituri medii inferioare      | N/A                                                      | N/A                                                      | N/A                                                      | N/A  |
| Kiribati                               | Asia de Est și Pacific              | Țară cu venituri medii inferioare      | 1,7%                                                     | 19,5%                                                    | 68,9%                                                    | 2019 |
| Sfântul Kitts și Nevis                 | America Latină și Caraibe           | Țară cu venituri mari                  | N/A                                                      | N/A                                                      | N/A                                                      | N/A  |
| Coreea de Sud                          | Asia de Est și Pacific              | Țară cu venituri mari                  | 0,0%                                                     | 0,2%                                                     | 0,5%                                                     | 2021 |
| Kuwait                                 | Orientul mijlociu și Africa de Nord | Țară cu venituri mari                  | N/A                                                      | N/A                                                      | N/A                                                      | N/A  |
| Laos                                   | Asia de Est și Pacific              | Țară cu venituri medii inferioare      | 7,1%                                                     | 32,5%                                                    | 70,5%                                                    | 2018 |
| Liban                                  | Orientul mijlociu și Africa de Nord | Țară cu venituri medii inferioare      | N/A                                                      | N/A                                                      | N/A                                                      | N/A  |
| Liberia                                | Africa subsahariană                 | Țară cu venituri mici                  | N/A                                                      | N/A                                                      | N/A                                                      | N/A  |
| Libia                                  | Orientul mijlociu și Africa de Nord | Țară cu venituri medii superioare      | N/A                                                      | N/A                                                      | N/A                                                      | N/A  |
| Sfânta Lucia                           | America Latină și Caraibe           | Țară cu venituri medii superioare      | N/A                                                      | N/A                                                      | N/A                                                      | N/A  |
| Liechtenstein                          | Europa și Asia Centrală             | Țară cu venituri mari                  | N/A                                                      | N/A                                                      | N/A                                                      | N/A  |
| Sri Lanka                              | Asia de Sud                         | Țară cu venituri medii inferioare      | 1,0%                                                     | 11,3%                                                    | 49,3%                                                    | 2019 |
| Lesotho                                | Africa subsahariană                 | Țară cu venituri medii inferioare      | 32,4%                                                    | 54,7%                                                    | 81,0%                                                    | 2017 |
| Lituania                               | Europa și Asia Centrală             | Țară cu venituri mari                  | 0,3%                                                     | 0,4%                                                     | 1,2%                                                     | 2021 |
| Luxemburg                              | Europa și Asia Centrală             | Țară cu venituri mari                  | 0,1%                                                     | 0,1%                                                     | 0,3%                                                     | 2021 |
| Letonia                                | Europa și Asia Centrală             | Țară cu venituri mari                  | 0,4%                                                     | 0,7%                                                     | 2,1%                                                     | 2021 |
| Macao                                  | Asia de Est și Pacific              | Țară cu venituri mari                  | N/A                                                      | N/A                                                      | N/A                                                      | N/A  |
| Insula Sfântul Martin                  | America Latină și Caraibe           | Țară cu venituri mari                  | N/A                                                      | N/A                                                      | N/A                                                      | N/A  |
| Maroc                                  | Orientul mijlociu și Africa de Nord | Țară cu venituri medii inferioare      | N/A                                                      | N/A                                                      | N/A                                                      | N/A  |
| Monaco                                 | Europa și Asia Centrală             | Țară cu venituri mari                  | N/A                                                      | N/A                                                      | N/A                                                      | N/A  |
| Republica Moldova                      | Europa și Asia Centrală             | Țară cu venituri medii superioare      | 0,0%                                                     | 0,3%                                                     | 14,4%                                                    | 2021 |
| Madagascar                             | Africa subsahariană                 | Țară cu venituri mici                  | N/A                                                      | N/A                                                      | N/A                                                      | N/A  |
| Maldive                                | Asia de Sud                         | Țară cu venituri medii superioare      | 0,0%                                                     | 0,0%                                                     | 3,9%                                                     | 2019 |
| Mexic                                  | America Latină și Caraibe           | Țară cu venituri medii superioare      | 1,2%                                                     | 4,7%                                                     | 21,8%                                                    | 2022 |
| Insulele Marshall                      | Asia de Est și Pacific              | Țară cu venituri medii superioare      | 0,9%                                                     | 6,1%                                                     | 31,5%                                                    | 2019 |
| Macedonia de Nord                      | Europa și Asia Centrală             | Țară cu venituri medii superioare      | 2,7%                                                     | 7,5%                                                     | 19,0%                                                    | 2019 |
| Mali                                   | Africa subsahariană                 | Țară cu venituri mici                  | 20,8%                                                    | 56,1%                                                    | 85,9%                                                    | 2021 |
| Malta                                  | Orientul mijlociu și Africa de Nord | Țară cu venituri mari                  | 0,3%                                                     | 0,7%                                                     | 0,8%                                                     | 2020 |
| Myanmar                                | Asia de Est și Pacific              | Țară cu venituri medii inferioare      | 2,0%                                                     | 19,6%                                                    | 68,2%                                                    | 2017 |
| Muntenegru                             | Europa și Asia Centrală             | Țară cu venituri medii superioare      | 2,0%                                                     | 3,7%                                                     | 12,2%                                                    | 2021 |
| Mongolia                               | Asia de Est și Pacific              | Țară cu venituri medii superioare      | 0,2%                                                     | 2,4%                                                     | 22,1%                                                    | 2022 |
| Insulele Mariane de Nord               | Asia de Est și Pacific              | Țară cu venituri mari                  | N/A                                                      | N/A                                                      | N/A                                                      | N/A  |
| Mozambic                               | Africa subsahariană                 | Țară cu venituri mici                  | 74,5%                                                    | 88,6%                                                    | 96,1%                                                    | 2019 |
| Mauritania                             | Africa subsahariană                 | Țară cu venituri medii inferioare      | 5,4%                                                     | 25,8%                                                    | 68,0%                                                    | 2019 |
| Mauritius                              | Africa subsahariană                 | Țară cu venituri medii superioare      | 0,1%                                                     | 1,8%                                                     | 13,5%                                                    | 2017 |
| Malawi                                 | Africa subsahariană                 | Țară cu venituri mici                  | 70,1%                                                    | 89,1%                                                    | 97,3%                                                    | 2019 |
| Malaysia                               | Asia de Est și Pacific              | Țară cu venituri medii superioare      | 0,0%                                                     | 0,1%                                                     | 2,3%                                                     | 2021 |
| Namibia                                | Africa subsahariană                 | Țară cu venituri medii superioare      | N/A                                                      | N/A                                                      | N/A                                                      | N/A  |
| Noua Caledonie                         | Asia de Est și Pacific              | Țară cu venituri mari                  | N/A                                                      | N/A                                                      | N/A                                                      | N/A  |
| Niger                                  | Africa subsahariană                 | Țară cu venituri mici                  | 50,6%                                                    | 83,1%                                                    | 96,3%                                                    | 2021 |
| Nigeria                                | Africa subsahariană                 | Țară cu venituri medii inferioare      | 30,9%                                                    | 63,5%                                                    | 90,8%                                                    | 2018 |
| Nicaragua                              | America Latină și Caraibe           | Țară cu venituri medii inferioare      | N/A                                                      | N/A                                                      | N/A                                                      | N/A  |
| Țările de Jos                          | Europa și Asia Centrală             | Țară cu venituri mari                  | 0,1%                                                     | 0,1%                                                     | 0,3%                                                     | 2021 |
| Norvegia                               | Europa și Asia Centrală             | Țară cu venituri mari                  | 0,2%                                                     | 0,3%                                                     | 0,5%                                                     | 2019 |
| Nepal                                  | Asia de Sud                         | Țară cu venituri medii inferioare      | 0,4%                                                     | 7,5%                                                     | 44,1%                                                    | 2022 |
| Nauru                                  | Asia de Est și Pacific              | Țară cu venituri mari                  | N/A                                                      | N/A                                                      | N/A                                                      | N/A  |
| Noua Zeelandă                          | Asia de Est și Pacific              | Țară cu venituri mari                  | N/A                                                      | N/A                                                      | N/A                                                      | N/A  |
| Oman                                   | Orientul mijlociu și Africa de Nord | Țară cu venituri mari                  | N/A                                                      | N/A                                                      | N/A                                                      | N/A  |
| Pakistan                               | Asia de Sud                         | Țară cu venituri medii inferioare      | 4,9%                                                     | 39,8%                                                    | 84,5%                                                    | 2018 |
| Panama                                 | America Latină și Caraibe           | Țară cu venituri mari                  | 1,3%                                                     | 4,4%                                                     | 12,9%                                                    | 2023 |
| Peru                                   | America Latină și Caraibe           | Țară cu venituri medii superioare      | 2,7%                                                     | 9,5%                                                     | 32,2%                                                    | 2022 |
| Filipine                               | Asia de Est și Pacific              | Țară cu venituri medii inferioare      | 3,0%                                                     | 17,8%                                                    | 55,3%                                                    | 2021 |
| Palau                                  | Asia de Est și Pacific              | Țară cu venituri mari                  | N/A                                                      | N/A                                                      | N/A                                                      | N/A  |
| Papua Noua Guinee                      | Asia de Est și Pacific              | Țară cu venituri medii inferioare      | N/A                                                      | N/A                                                      | N/A                                                      | N/A  |
| Polonia                                | Europa și Asia Centrală             | Țară cu venituri mari                  | 0,1%                                                     | 0,2%                                                     | 0,9%                                                     | 2021 |
| Puerto Rico                            | America Latină și Caraibe           | Țară cu venituri mari                  | N/A                                                      | N/A                                                      | N/A                                                      | N/A  |
| Coreea de Nord                         | Asia de Est și Pacific              | Țară cu venituri mici                  | N/A                                                      | N/A                                                      | N/A                                                      | N/A  |
| Portugalia                             | Europa și Asia Centrală             | Țară cu venituri mari                  | 0,2%                                                     | 0,4%                                                     | 1,7%                                                     | 2021 |
| Paraguay                               | America Latină și Caraibe           | Țară cu venituri medii superioare      | 1,3%                                                     | 5,6%                                                     | 19,9%                                                    | 2022 |
| Palestina                              | Orientul mijlociu și Africa de Nord | Țară cu venituri medii inferioare      | N/A                                                      | N/A                                                      | N/A                                                      | N/A  |
| Polinezia franceză                     | Asia de Est și Pacific              | Țară cu venituri mari                  | N/A                                                      | N/A                                                      | N/A                                                      | N/A  |
| Qatar                                  | Orientul mijlociu și Africa de Nord | Țară cu venituri mari                  | 0,0%                                                     | 0,0%                                                     | 0,0%                                                     | 2017 |
| România                                | Europa și Asia Centrală             | Țară cu venituri mari                  | 1,8%                                                     | 3,0%                                                     | 7,1%                                                     | 2021 |
| Rusia                                  | Europa și Asia Centrală             | Țară cu venituri mari                  | 0,2%                                                     | 0,4%                                                     | 2,0%                                                     | 2021 |
| Rwanda                                 | Africa subsahariană                 | Țară cu venituri mici                  | N/A                                                      | N/A                                                      | N/A                                                      | N/A  |
| Arabia Saudită                         | Orientul mijlociu și Africa de Nord | Țară cu venituri mari                  | N/A                                                      | N/A                                                      | N/A                                                      | N/A  |
| Sudan                                  | Africa subsahariană                 | Țară cu venituri mici                  | N/A                                                      | N/A                                                      | N/A                                                      | N/A  |
| Senegal                                | Africa subsahariană                 | Țară cu venituri medii inferioare      | 9,9%                                                     | 36,3%                                                    | 75,6%                                                    | 2021 |
| Singapore                              | Asia de Est și Pacific              | Țară cu venituri mari                  | N/A                                                      | N/A                                                      | N/A                                                      | N/A  |
| Insulele Solomon                       | Asia de Est și Pacific              | Țară cu venituri medii inferioare      | N/A                                                      | N/A                                                      | N/A                                                      | N/A  |
| Sierra Leone                           | Africa subsahariană                 | Țară cu venituri mici                  | 26,1%                                                    | 64,3%                                                    | 89,9%                                                    | 2018 |
| El Salvador                            | America Latină și Caraibe           | Țară cu venituri medii superioare      | 3,4%                                                     | 8,6%                                                     | 27,5%                                                    | 2022 |
| San Marino                             | Europa și Asia Centrală             | Țară cu venituri mari                  | N/A                                                      | N/A                                                      | N/A                                                      | N/A  |
| Somalia                                | Africa subsahariană                 | Țară cu venituri mici                  | N/A                                                      | N/A                                                      | N/A                                                      | N/A  |
| Serbia                                 | Europa și Asia Centrală             | Țară cu venituri medii superioare      | 1,2%                                                     | 2,5%                                                     | 7,5%                                                     | 2021 |
| Sudanul de Sud                         | Africa subsahariană                 | Țară cu venituri mici                  | N/A                                                      | N/A                                                      | N/A                                                      | N/A  |
| São Tomé și Príncipe                   | Africa subsahariană                 | Țară cu venituri medii inferioare      | 15,7%                                                    | 45,0%                                                    | 79,7%                                                    | 2017 |
| Surinam                                | America Latină și Caraibe           | Țară cu venituri medii superioare      | 1,1%                                                     | 4,2%                                                     | 17,5%                                                    | 2022 |
| Slovacia                               | Europa și Asia Centrală             | Țară cu venituri mari                  | 0,1%                                                     | 0,7%                                                     | 2,4%                                                     | 2021 |
| Slovenia                               | Europa și Asia Centrală             | Țară cu venituri mari                  | 0,0%                                                     | 0,0%                                                     | 0,1%                                                     | 2021 |
| Suedia                                 | Europa și Asia Centrală             | Țară cu venituri mari                  | 0,6%                                                     | 0,8%                                                     | 1,4%                                                     | 2021 |
| Eswatini                               | Africa subsahariană                 | Țară cu venituri medii inferioare      | N/A                                                      | N/A                                                      | N/A                                                      | N/A  |
| Sint Maarten                           | America Latină și Caraibe           | Țară cu venituri mari                  | N/A                                                      | N/A                                                      | N/A                                                      | N/A  |
| Seychelles                             | Africa subsahariană                 | Țară cu venituri mari                  | 0,5%                                                     | 1,2%                                                     | 6,7%                                                     | 2018 |
| Siria                                  | Orientul mijlociu și Africa de Nord | Țară cu venituri mici                  | 24,8%                                                    | 67,0%                                                    | 96,0%                                                    | 2022 |
| Insulele Turks și Caicos               | America Latină și Caraibe           | Țară cu venituri mari                  | N/A                                                      | N/A                                                      | N/A                                                      | N/A  |
| Ciad                                   | Africa subsahariană                 | Țară cu venituri mici                  | 30,8%                                                    | 62,8%                                                    | 88,8%                                                    | 2022 |
| Togo                                   | Africa subsahariană                 | Țară cu venituri mici                  | 26,6%                                                    | 58,8%                                                    | 86,8%                                                    | 2021 |
| Thailanda                              | Asia de Est și Pacific              | Țară cu venituri medii superioare      | 0,0%                                                     | 0,6%                                                     | 12,2%                                                    | 2021 |
| Tadjikistan                            | Europa și Asia Centrală             | Țară cu venituri medii inferioare      | N/A                                                      | N/A                                                      | N/A                                                      | N/A  |
| Turkmenistan                           | Europa și Asia Centrală             | Țară cu venituri medii superioare      | N/A                                                      | N/A                                                      | N/A                                                      | N/A  |
| Timorul de Est                         | Asia de Est și Pacific              | Țară cu venituri medii inferioare      | N/A                                                      | N/A                                                      | N/A                                                      | N/A  |
| Tonga                                  | Asia de Est și Pacific              | Țară cu venituri medii superioare      | 0,0%                                                     | 1,6%                                                     | 21,5%                                                    | 2021 |
| Trinidad-Tobago                        | America Latină și Caraibe           | Țară cu venituri mari                  | N/A                                                      | N/A                                                      | N/A                                                      | N/A  |
| Tunisia                                | Orientul mijlociu și Africa de Nord | Țară cu venituri medii inferioare      | 0,3%                                                     | 2,0%                                                     | 16,2%                                                    | 2021 |
| Turcia                                 | Europa și Asia Centrală             | Țară cu venituri medii superioare      | 0,4%                                                     | 1,4%                                                     | 7,6%                                                     | 2021 |
| Tuvalu                                 | Asia de Est și Pacific              | Țară cu venituri medii superioare      | N/A                                                      | N/A                                                      | N/A                                                      | N/A  |
| Tanzania                               | Africa subsahariană                 | Țară cu venituri medii inferioare      | 44,9%                                                    | 74,3%                                                    | 92,3%                                                    | 2018 |
| Uganda                                 | Africa subsahariană                 | Țară cu venituri mici                  | 42,1%                                                    | 71,8%                                                    | 91,1%                                                    | 2019 |
| Ucraina                                | Europa și Asia Centrală             | Țară cu venituri medii superioare      | 0,0%                                                     | 0,2%                                                     | 7,1%                                                     | 2020 |
| Uruguay                                | America Latină și Caraibe           | Țară cu venituri mari                  | 0,2%                                                     | 0,8%                                                     | 6,4%                                                     | 2022 |
| Statele Unite ale Americii             | America de Nord                     | Țară cu venituri mari                  | 1,2%                                                     | 1,5%                                                     | 2,0%                                                     | 2022 |
| Uzbekistan                             | Europa și Asia Centrală             | Țară cu venituri medii inferioare      | 2,3%                                                     | 5,0%                                                     | 17,3%                                                    | 2022 |
| Sfântul Vicențiu și Grenadine          | America Latină și Caraibe           | Țară cu venituri medii superioare      | N/A                                                      | N/A                                                      | N/A                                                      | N/A  |
| Venezuela                              | America Latină și Caraibe           | —                                      | N/A                                                      | N/A                                                      | N/A                                                      | N/A  |
| Insulele Virgine Britanice             | America Latină și Caraibe           | Țară cu venituri mari                  | N/A                                                      | N/A                                                      | N/A                                                      | N/A  |
| Insulele Virgine Americane             | America Latină și Caraibe           | Țară cu venituri mari                  | N/A                                                      | N/A                                                      | N/A                                                      | N/A  |
| Vietnam                                | Asia de Est și Pacific              | Țară cu venituri medii inferioare      | 1,0%                                                     | 4,2%                                                     | 19,7%                                                    | 2022 |
| Vanuatu                                | Asia de Est și Pacific              | Țară cu venituri medii inferioare      | 10,0%                                                    | 34,9%                                                    | 76,1%                                                    | 2019 |
| Samoa                                  | Asia de Est și Pacific              | Țară cu venituri medii inferioare      | N/A                                                      | N/A                                                      | N/A                                                      | N/A  |
| Kosovo                                 | Europa și Asia Centrală             | Țară cu venituri medii superioare      | 0,4%                                                     | 4,2%                                                     | 34,2%                                                    | 2017 |
| Yemen                                  | Orientul mijlociu și Africa de Nord | Țară cu venituri mici                  | N/A                                                      | N/A                                                      | N/A                                                      | N/A  |
| Africa de Sud                          | Africa subsahariană                 | Țară cu venituri medii superioare      | N/A                                                      | N/A                                                      | N/A                                                      | N/A  |
| Zambia                                 | Africa subsahariană                 | Țară cu venituri medii inferioare      | 64,3%                                                    | 81,0%                                                    | 93,2%                                                    | 2022 |
| Zimbabwe                               | Africa subsahariană                 | Țară cu venituri medii inferioare      | 39,8%                                                    | 64,5%                                                    | 85,0%                                                    | 2019 |
| Medie globală                          |                                     |                                        | 9,0%                                                     | 22,4%                                                    | 44,9%                                                    | 2022 |
| Țări cu venituri mici și medii (BM)    |                                     |                                        | 10,8%                                                    | 27,1%                                                    | 54,3%                                                    | 2022 |
| Țări cu venituri mici (BM)             |                                     |                                        | 44,5%                                                    | 71,6%                                                    | 91,7%                                                    | 2017 |
| Țări cu venituri medii (BM)            |                                     |                                        | N/A                                                      | N/A                                                      | N/A                                                      | N/A  |
| Țări cu venituri medii inferioare (BM) |                                     |                                        | 12,6%                                                    | 38,6%                                                    | 74,8%                                                    | 2022 |
| Țări cu venituri medii superioare (BM) |                                     |                                        | 1,3%                                                     | 4,7%                                                     | 23,6%                                                    | 2022 |
| Țări cu venituri mari (BM)             |                                     |                                        | 0,5%                                                     | 0,8%                                                     | 1,6%                                                     | 2022 |

## Ponderea populației care trăiește sub pragul național al sărăciei
Tabelul prezintă procentul populației care trăiește sub pragul național al sărăciei, respectiv pragul de sărăcie considerat adecvat pentru o țară de către autoritățile sale (cu toate acestea, definițiile pragului sărăciei variază considerabil între țări). Sortarea este alfabetică după codul țării, conform ISO 3166-1 alpha-3.
| Țară/Teritoriu                   | Regiune                             | Clasificare după venituri (conform BM) | Ponderea populației care trăiește sub pragul național al sărăciei | Ponderea populației care trăiește sub pragul național al sărăciei |
| Țară/Teritoriu                   | Regiune                             | Clasificare după venituri (conform BM) | % din populație                                                   | An                                                                |
|                                  |                                     |                                        |                                                                   |                                                                   |
| -------------------------------- | ----------------------------------- | -------------------------------------- | ----------------------------------------------------------------- | ----------------------------------------------------------------- |
| Aruba                            | America Latină și Caraibe           | Țară cu venituri mari                  | N/A                                                               | N/A                                                               |
| Afganistan                       | Asia de Sud                         | Țară cu venituri mici                  | N/A                                                               | N/A                                                               |
| Angola                           | Africa subsahariană                 | Țară cu venituri medii inferioare      | 32,3%                                                             | 2018                                                              |
| Albania                          | Europa și Asia Centrală             | Țară cu venituri medii superioare      | 22,0%                                                             | 2020                                                              |
| Andorra                          | Europa și Asia Centrală             | Țară cu venituri mari                  | N/A                                                               | N/A                                                               |
| Emiratele Arabe Unite            | Orientul mijlociu și Africa de Nord | Țară cu venituri mari                  | N/A                                                               | N/A                                                               |
| Argentina                        | America Latină și Caraibe           | Țară cu venituri medii superioare      | 39,2%                                                             | 2022                                                              |
| Armenia                          | Europa și Asia Centrală             | Țară cu venituri medii superioare      | 24,8%                                                             | 2022                                                              |
| Samoa Americană                  | Asia de Est și Pacific              | Țară cu venituri mari                  | N/A                                                               | N/A                                                               |
| Antigua și Barbuda               | America Latină și Caraibe           | Țară cu venituri mari                  | N/A                                                               | N/A                                                               |
| Australia                        | Asia de Est și Pacific              | Țară cu venituri mari                  | N/A                                                               | N/A                                                               |
| Austria                          | Europa și Asia Centrală             | Țară cu venituri mari                  | 14,8%                                                             | 2021                                                              |
| Azerbaidjan                      | Europa și Asia Centrală             | Țară cu venituri medii superioare      | N/A                                                               | N/A                                                               |
| Burundi                          | Africa subsahariană                 | Țară cu venituri mici                  | N/A                                                               | N/A                                                               |
| Belgia                           | Europa și Asia Centrală             | Țară cu venituri mari                  | 12,3%                                                             | 2022                                                              |
| Benin                            | Africa subsahariană                 | Țară cu venituri medii inferioare      | 38,5%                                                             | 2018                                                              |
| Burkina Faso                     | Africa subsahariană                 | Țară cu venituri mici                  | 43,2%                                                             | 2021                                                              |
| Bangladesh                       | Asia de Sud                         | Țară cu venituri medii inferioare      | 18,7%                                                             | 2022                                                              |
| Bulgaria                         | Europa și Asia Centrală             | Țară cu venituri mari                  | 20,6%                                                             | 2022                                                              |
| Bahrain                          | Orientul mijlociu și Africa de Nord | Țară cu venituri mari                  | N/A                                                               | N/A                                                               |
| Bahamas                          | America Latină și Caraibe           | Țară cu venituri mari                  | N/A                                                               | N/A                                                               |
| Bosnia și Herțegovina            | Europa și Asia Centrală             | Țară cu venituri medii superioare      | N/A                                                               | N/A                                                               |
| Belarus                          | Europa și Asia Centrală             | Țară cu venituri medii superioare      | 3,9%                                                              | 2022                                                              |
| Belize                           | America Latină și Caraibe           | Țară cu venituri medii superioare      | N/A                                                               | N/A                                                               |
| Bermuda                          | America de Nord                     | Țară cu venituri mari                  | N/A                                                               | N/A                                                               |
| Bolivia                          | America Latină și Caraibe           | Țară cu venituri medii inferioare      | 36,4%                                                             | 2021                                                              |
| Brazilia                         | America Latină și Caraibe           | Țară cu venituri medii superioare      | N/A                                                               | N/A                                                               |
| Barbados                         | America Latină și Caraibe           | Țară cu venituri mari                  | N/A                                                               | N/A                                                               |
| Brunei                           | Asia de Est și Pacific              | Țară cu venituri mari                  | N/A                                                               | N/A                                                               |
| Bhutan                           | Asia de Sud                         | Țară cu venituri medii inferioare      | 12,4%                                                             | 2022                                                              |
| Botswana                         | Africa subsahariană                 | Țară cu venituri medii superioare      | N/A                                                               | N/A                                                               |
| Republica Centrafricană          | Africa subsahariană                 | Țară cu venituri mici                  | 68,8%                                                             | 2021                                                              |
| Canada                           | America de Nord                     | Țară cu venituri mari                  | N/A                                                               | N/A                                                               |
| Elveția                          | Europa și Asia Centrală             | Țară cu venituri mari                  | 15,8%                                                             | 2021                                                              |
| Chile                            | Europa și Asia Centrală             | Țară cu venituri mari                  | N/A                                                               | N/A                                                               |
| Chile                            | America Latină și Caraibe           | Țară cu venituri mari                  | 6,5%                                                              | 2022                                                              |
| China                            | Asia de Est și Pacific              | Țară cu venituri medii superioare      | 0,0%                                                              | 2020                                                              |
| Coasta de Fildeș                 | Africa subsahariană                 | Țară cu venituri medii inferioare      | 37,5%                                                             | 2021                                                              |
| Camerun                          | Africa subsahariană                 | Țară cu venituri medii inferioare      | N/A                                                               | N/A                                                               |
| Republica Democrată Congo        | Africa subsahariană                 | Țară cu venituri mici                  | N/A                                                               | N/A                                                               |
| Republica Congo                  | Africa subsahariană                 | Țară cu venituri medii inferioare      | N/A                                                               | N/A                                                               |
| Columbia                         | America Latină și Caraibe           | Țară cu venituri medii superioare      | 36,6%                                                             | 2022                                                              |
| Comore                           | Africa subsahariană                 | Țară cu venituri medii inferioare      | N/A                                                               | N/A                                                               |
| Capul Verde                      | Africa subsahariană                 | Țară cu venituri medii inferioare      | N/A                                                               | N/A                                                               |
| Costa Rica                       | America Latină și Caraibe           | Țară cu venituri medii superioare      | 25,5%                                                             | 2022                                                              |
| Cuba                             | America Latină și Caraibe           | Țară cu venituri medii superioare      | N/A                                                               | N/A                                                               |
| Curaçao                          | America Latină și Caraibe           | Țară cu venituri mari                  | N/A                                                               | N/A                                                               |
| Insulele Cayman                  | America Latină și Caraibe           | Țară cu venituri mari                  | N/A                                                               | N/A                                                               |
| Cipru                            | Europa și Asia Centrală             | Țară cu venituri mari                  | 13,9%                                                             | 2021                                                              |
| Cehia                            | Europa și Asia Centrală             | Țară cu venituri mari                  | 10,2%                                                             | 2021                                                              |
| Germania                         | Europa și Asia Centrală             | Țară cu venituri mari                  | 14,8%                                                             | 2021                                                              |
| Djibouti                         | Orientul mijlociu și Africa de Nord | Țară cu venituri medii inferioare      | 21,1%                                                             | 2017                                                              |
| Dominica                         | America Latină și Caraibe           | Țară cu venituri medii superioare      | N/A                                                               | N/A                                                               |
| Danemarca                        | Europa și Asia Centrală             | Țară cu venituri mari                  | 12,4%                                                             | 2021                                                              |
| Republica Dominicană             | America Latină și Caraibe           | Țară cu venituri medii superioare      | 23,9%                                                             | 2021                                                              |
| Algeria                          | Orientul mijlociu și Africa de Nord | Țară cu venituri medii superioare      | N/A                                                               | N/A                                                               |
| Ecuador                          | America Latină și Caraibe           | Țară cu venituri medii superioare      | 25,2%                                                             | 2022                                                              |
| Egipt                            | Orientul mijlociu și Africa de Nord | Țară cu venituri medii inferioare      | 29,7%                                                             | 2019                                                              |
| Eritreea                         | Africa subsahariană                 | Țară cu venituri mici                  | N/A                                                               | N/A                                                               |
| Spania                           | Europa și Asia Centrală             | Țară cu venituri mari                  | 20,2%                                                             | 2022                                                              |
| Estonia                          | Europa și Asia Centrală             | Țară cu venituri mari                  | 22,5%                                                             | 2022                                                              |
| Etiopia                          | Africa subsahariană                 | Țară cu venituri mici                  | N/A                                                               | N/A                                                               |
| Finlanda                         | Europa și Asia Centrală             | Țară cu venituri mari                  | 12,2%                                                             | 2022                                                              |
| Fiji                             | Asia de Est și Pacific              | Țară cu venituri medii superioare      | 24,1%                                                             | 2019                                                              |
| Franța                           | Europa și Asia Centrală             | Țară cu venituri mari                  | 15,6%                                                             | 2021                                                              |
| Insulele Feroe                   | Europa și Asia Centrală             | Țară cu venituri mari                  | N/A                                                               | N/A                                                               |
| Statele Federate ale Microneziei | Asia de Est și Pacific              | Țară cu venituri medii inferioare      | N/A                                                               | N/A                                                               |
| Gabon                            | Africa subsahariană                 | Țară cu venituri medii superioare      | 33,4%                                                             | 2017                                                              |
| Regatul Unit                     | Europa și Asia Centrală             | Țară cu venituri mari                  | 18,6%                                                             | 2017                                                              |
| Georgia                          | Europa și Asia Centrală             | Țară cu venituri medii superioare      | 15,6%                                                             | 2022                                                              |
| Ghana                            | Africa subsahariană                 | Țară cu venituri medii inferioare      | N/A                                                               | N/A                                                               |
| Gibraltar                        | Europa și Asia Centrală             | Țară cu venituri mari                  | N/A                                                               | N/A                                                               |
| Guineea                          | Africa subsahariană                 | Țară cu venituri medii inferioare      | 43,7%                                                             | 2018                                                              |
| Gambia                           | Africa subsahariană                 | Țară cu venituri mici                  | 53,4%                                                             | 2020                                                              |
| Guineea-Bissau                   | Africa subsahariană                 | Țară cu venituri mici                  | 50,5%                                                             | 2021                                                              |
| Guineea Ecuatorială              | Africa subsahariană                 | Țară cu venituri medii superioare      | N/A                                                               | N/A                                                               |
| Grecia                           | Europa și Asia Centrală             | Țară cu venituri mari                  | 18,8%                                                             | 2021                                                              |
| Grenada                          | America Latină și Caraibe           | Țară cu venituri medii superioare      | 25,0%                                                             | 2018                                                              |
| Groenlanda                       | Europa și Asia Centrală             | Țară cu venituri mari                  | N/A                                                               | N/A                                                               |
| Guatemala                        | America Latină și Caraibe           | Țară cu venituri medii superioare      | N/A                                                               | N/A                                                               |
| Guam                             | Asia de Est și Pacific              | Țară cu venituri mari                  | N/A                                                               | N/A                                                               |
| Guyana                           | America Latină și Caraibe           | Țară cu venituri mari                  | N/A                                                               | N/A                                                               |
| Hong Kong, China                 | Asia de Est și Pacific              | Țară cu venituri mari                  | N/A                                                               | N/A                                                               |
| Honduras                         | America Latină și Caraibe           | Țară cu venituri medii inferioare      | 64,1%                                                             | 2023                                                              |
| Croația                          | Europa și Asia Centrală             | Țară cu venituri mari                  | 18,0%                                                             | 2021                                                              |
| Haiti                            | America Latină și Caraibe           | Țară cu venituri medii inferioare      | N/A                                                               | N/A                                                               |
| Ungaria                          | Europa și Asia Centrală             | Țară cu venituri mari                  | 12,1%                                                             | 2021                                                              |
| Indonezia                        | Asia de Est și Pacific              | Țară cu venituri medii superioare      | 9,4%                                                              | 2023                                                              |
| Insula Man                       | Europa și Asia Centrală             | Țară cu venituri mari                  | N/A                                                               | N/A                                                               |
| India                            | Asia de Sud                         | Țară cu venituri medii inferioare      | N/A                                                               | N/A                                                               |
| Irlanda                          | Europa și Asia Centrală             | Țară cu venituri mari                  | 14,0%                                                             | 2021                                                              |
| Iran                             | Orientul mijlociu și Africa de Nord | Țară cu venituri medii superioare      | N/A                                                               | N/A                                                               |
| Irak                             | Orientul mijlociu și Africa de Nord | Țară cu venituri medii superioare      | N/A                                                               | N/A                                                               |
| Islanda                          | Europa și Asia Centrală             | Țară cu venituri mari                  | 8,8%                                                              | 2017                                                              |
| Israel                           | Orientul mijlociu și Africa de Nord | Țară cu venituri mari                  | N/A                                                               | N/A                                                               |
| Italia                           | Europa și Asia Centrală             | Țară cu venituri mari                  | 20,1%                                                             | 2021                                                              |
| Jamaica                          | America Latină și Caraibe           | Țară cu venituri medii superioare      | 16,7%                                                             | 2021                                                              |
| Iordania                         | Orientul mijlociu și Africa de Nord | Țară cu venituri medii inferioare      | 15,7%                                                             | 2018                                                              |
| Japonia                          | Asia de Est și Pacific              | Țară cu venituri mari                  | N/A                                                               | N/A                                                               |
| Kazahstan                        | Europa și Asia Centrală             | Țară cu venituri medii superioare      | 5,2%                                                              | 2022                                                              |
| Kenya                            | Africa subsahariană                 | Țară cu venituri medii inferioare      | 38,6%                                                             | 2021                                                              |
| Kârgâzstan                       | Europa și Asia Centrală             | Țară cu venituri medii inferioare      | 33,3%                                                             | 2021                                                              |
| Cambodia                         | Asia de Est și Pacific              | Țară cu venituri medii inferioare      | N/A                                                               | N/A                                                               |
| Kiribati                         | Asia de Est și Pacific              | Țară cu venituri medii inferioare      | 21,9%                                                             | 2019                                                              |
| Sfântul Kitts și Nevis           | America Latină și Caraibe           | Țară cu venituri mari                  | N/A                                                               | N/A                                                               |
| Coreea de Sud                    | Asia de Est și Pacific              | Țară cu venituri mari                  | N/A                                                               | N/A                                                               |
| Kuwait                           | Orientul mijlociu și Africa de Nord | Țară cu venituri mari                  | N/A                                                               | N/A                                                               |
| Laos                             | Asia de Est și Pacific              | Țară cu venituri medii inferioare      | 18,3%                                                             | 2018                                                              |
| Liban                            | Orientul mijlociu și Africa de Nord | Țară cu venituri medii inferioare      | N/A                                                               | N/A                                                               |
| Liberia                          | Africa subsahariană                 | Țară cu venituri mici                  | N/A                                                               | N/A                                                               |
| Libia                            | Orientul mijlociu și Africa de Nord | Țară cu venituri medii superioare      | N/A                                                               | N/A                                                               |
| Sfânta Lucia                     | America Latină și Caraibe           | Țară cu venituri medii superioare      | N/A                                                               | N/A                                                               |
| Liechtenstein                    | Europa și Asia Centrală             | Țară cu venituri mari                  | N/A                                                               | N/A                                                               |
| Sri Lanka                        | Asia de Sud                         | Țară cu venituri medii inferioare      | 14,3%                                                             | 2019                                                              |
| Lesotho                          | Africa subsahariană                 | Țară cu venituri medii inferioare      | 49,7%                                                             | 2017                                                              |
| Lituania                         | Europa și Asia Centrală             | Țară cu venituri mari                  | 20,9%                                                             | 2021                                                              |
| Luxemburg                        | Europa și Asia Centrală             | Țară cu venituri mari                  | 17,3%                                                             | 2021                                                              |
| Letonia                          | Europa și Asia Centrală             | Țară cu venituri mari                  | 22,5%                                                             | 2022                                                              |
| Macao                            | Asia de Est și Pacific              | Țară cu venituri mari                  | N/A                                                               | N/A                                                               |
| Insula Sfântul Martin            | America Latină și Caraibe           | Țară cu venituri mari                  | N/A                                                               | N/A                                                               |
| Maroc                            | Orientul mijlociu și Africa de Nord | Țară cu venituri medii inferioare      | N/A                                                               | N/A                                                               |
| Monaco                           | Europa și Asia Centrală             | Țară cu venituri mari                  | N/A                                                               | N/A                                                               |
| Republica Moldova                | Europa și Asia Centrală             | Țară cu venituri medii superioare      | 31,1%                                                             | 2022                                                              |
| Madagascar                       | Africa subsahariană                 | Țară cu venituri mici                  | N/A                                                               | N/A                                                               |
| Maldive                          | Asia de Sud                         | Țară cu venituri medii superioare      | 5,4%                                                              | 2019                                                              |
| Mexic                            | America Latină și Caraibe           | Țară cu venituri medii superioare      | 36,3%                                                             | 2022                                                              |
| Insulele Marshall                | Asia de Est și Pacific              | Țară cu venituri medii superioare      | 7,2%                                                              | 2019                                                              |
| Macedonia de Nord                | Europa și Asia Centrală             | Țară cu venituri medii superioare      | 21,8%                                                             | 2019                                                              |
| Mali                             | Africa subsahariană                 | Țară cu venituri mici                  | 44,6%                                                             | 2021                                                              |
| Malta                            | Orientul mijlociu și Africa de Nord | Țară cu venituri mari                  | 16,7%                                                             | 2021                                                              |
| Myanmar                          | Asia de Est și Pacific              | Țară cu venituri medii inferioare      | 24,8%                                                             | 2017                                                              |
| Muntenegru                       | Europa și Asia Centrală             | Țară cu venituri medii superioare      | 20,3%                                                             | 2021                                                              |
| Mongolia                         | Asia de Est și Pacific              | Țară cu venituri medii superioare      | 27,1%                                                             | 2022                                                              |
| Insulele Mariane de Nord         | Asia de Est și Pacific              | Țară cu venituri mari                  | N/A                                                               | N/A                                                               |
| Mozambic                         | Africa subsahariană                 | Țară cu venituri mici                  | N/A                                                               | N/A                                                               |
| Mauritania                       | Africa subsahariană                 | Țară cu venituri medii inferioare      | 31,8%                                                             | 2019                                                              |
| Mauritius                        | Africa subsahariană                 | Țară cu venituri medii superioare      | 10,3%                                                             | 2017                                                              |
| Malawi                           | Africa subsahariană                 | Țară cu venituri mici                  | 50,7%                                                             | 2019                                                              |
| Malaysia                         | Asia de Est și Pacific              | Țară cu venituri medii superioare      | 6,2%                                                              | 2021                                                              |
| Namibia                          | Africa subsahariană                 | Țară cu venituri medii superioare      | N/A                                                               | N/A                                                               |
| Noua Caledonie                   | Asia de Est și Pacific              | Țară cu venituri mari                  | N/A                                                               | N/A                                                               |
| Niger                            | Africa subsahariană                 | Țară cu venituri mici                  | 45,5%                                                             | 2021                                                              |
| Nigeria                          | Africa subsahariană                 | Țară cu venituri medii inferioare      | 40,1%                                                             | 2018                                                              |
| Nicaragua                        | America Latină și Caraibe           | Țară cu venituri medii inferioare      | N/A                                                               | N/A                                                               |
| Țările de Jos                    | Europa și Asia Centrală             | Țară cu venituri mari                  | 14,5%                                                             | 2021                                                              |
| Norvegia                         | Europa și Asia Centrală             | Țară cu venituri mari                  | 12,2%                                                             | 2021                                                              |
| Nepal                            | Asia de Sud                         | Țară cu venituri medii inferioare      | 20,3%                                                             | 2022                                                              |
| Nauru                            | Asia de Est și Pacific              | Țară cu venituri mari                  | N/A                                                               | N/A                                                               |
| Noua Zeelandă                    | Asia de Est și Pacific              | Țară cu venituri mari                  | N/A                                                               | N/A                                                               |
| Oman                             | Orientul mijlociu și Africa de Nord | Țară cu venituri mari                  | N/A                                                               | N/A                                                               |
| Pakistan                         | Asia de Sud                         | Țară cu venituri medii inferioare      | 21,9%                                                             | 2018                                                              |
| Panama                           | America Latină și Caraibe           | Țară cu venituri mari                  | 21,8%                                                             | 2021                                                              |
| Peru                             | America Latină și Caraibe           | Țară cu venituri medii superioare      | 27,5%                                                             | 2022                                                              |
| Filipine                         | Asia de Est și Pacific              | Țară cu venituri medii inferioare      | 18,1%                                                             | 2021                                                              |
| Palau                            | Asia de Est și Pacific              | Țară cu venituri mari                  | N/A                                                               | N/A                                                               |
| Papua Noua Guinee                | Asia de Est și Pacific              | Țară cu venituri medii inferioare      | N/A                                                               | N/A                                                               |
| Polonia                          | Europa și Asia Centrală             | Țară cu venituri mari                  | 11,8%                                                             | 2022                                                              |
| Puerto Rico                      | America Latină și Caraibe           | Țară cu venituri mari                  | N/A                                                               | N/A                                                               |
| Coreea de Nord                   | Asia de Est și Pacific              | Țară cu venituri mici                  | N/A                                                               | N/A                                                               |
| Portugalia                       | Europa și Asia Centrală             | Țară cu venituri mari                  | 16,4%                                                             | 2021                                                              |
| Paraguay                         | America Latină și Caraibe           | Țară cu venituri medii superioare      | 24,7%                                                             | 2022                                                              |
| Palestina                        | Orientul mijlociu și Africa de Nord | Țară cu venituri medii inferioare      | N/A                                                               | N/A                                                               |
| Polinezia franceză               | Asia de Est și Pacific              | Țară cu venituri mari                  | N/A                                                               | N/A                                                               |
| Qatar                            | Orientul mijlociu și Africa de Nord | Țară cu venituri mari                  | N/A                                                               | N/A                                                               |
| România                          | Europa și Asia Centrală             | Țară cu venituri mari                  | 21,2%                                                             | 2021                                                              |
| Rusia                            | Europa și Asia Centrală             | Țară cu venituri mari                  | 11,0%                                                             | 2021                                                              |
| Rwanda                           | Africa subsahariană                 | Țară cu venituri mici                  | N/A                                                               | N/A                                                               |
| Arabia Saudită                   | Orientul mijlociu și Africa de Nord | Țară cu venituri mari                  | N/A                                                               | N/A                                                               |
| Sudan                            | Africa subsahariană                 | Țară cu venituri mici                  | N/A                                                               | N/A                                                               |
| Senegal                          | Africa subsahariană                 | Țară cu venituri medii inferioare      | N/A                                                               | N/A                                                               |
| Singapore                        | Asia de Est și Pacific              | Țară cu venituri mari                  | N/A                                                               | N/A                                                               |
| Insulele Solomon                 | Asia de Est și Pacific              | Țară cu venituri medii inferioare      | N/A                                                               | N/A                                                               |
| Sierra Leone                     | Africa subsahariană                 | Țară cu venituri mici                  | 56,8%                                                             | 2018                                                              |
| El Salvador                      | America Latină și Caraibe           | Țară cu venituri medii superioare      | 26,6%                                                             | 2022                                                              |
| San Marino                       | Europa și Asia Centrală             | Țară cu venituri mari                  | N/A                                                               | N/A                                                               |
| Somalia                          | Africa subsahariană                 | Țară cu venituri mici                  | 54,4%                                                             | 2022                                                              |
| Serbia                           | Europa și Asia Centrală             | Țară cu venituri medii superioare      | 20,0%                                                             | 2021                                                              |
| Sudanul de Sud                   | Africa subsahariană                 | Țară cu venituri mici                  | N/A                                                               | N/A                                                               |
| São Tomé și Príncipe             | Africa subsahariană                 | Țară cu venituri medii inferioare      | 55,5%                                                             | 2017                                                              |
| Surinam                          | America Latină și Caraibe           | Țară cu venituri medii superioare      | N/A                                                               | N/A                                                               |
| Slovacia                         | Europa și Asia Centrală             | Țară cu venituri mari                  | 13,7%                                                             | 2021                                                              |
| Slovenia                         | Europa și Asia Centrală             | Țară cu venituri mari                  | 12,7%                                                             | 2022                                                              |
| Suedia                           | Europa și Asia Centrală             | Țară cu venituri mari                  | 16,1%                                                             | 2022                                                              |
| Eswatini                         | Africa subsahariană                 | Țară cu venituri medii inferioare      | N/A                                                               | N/A                                                               |
| Sint Maarten                     | America Latină și Caraibe           | Țară cu venituri mari                  | N/A                                                               | N/A                                                               |
| Seychelles                       | Africa subsahariană                 | Țară cu venituri mari                  | 25,3%                                                             | 2018                                                              |
| Siria                            | Orientul mijlociu și Africa de Nord | Țară cu venituri mici                  | N/A                                                               | N/A                                                               |
| Insulele Turks și Caicos         | America Latină și Caraibe           | Țară cu venituri mari                  | N/A                                                               | N/A                                                               |
| Ciad                             | Africa subsahariană                 | Țară cu venituri mici                  | 42,3%                                                             | 2018                                                              |
| Togo                             | Africa subsahariană                 | Țară cu venituri mici                  | 45,5%                                                             | 2018                                                              |
| Thailanda                        | Asia de Est și Pacific              | Țară cu venituri medii superioare      | 6,3%                                                              | 2021                                                              |
| Tadjikistan                      | Europa și Asia Centrală             | Țară cu venituri medii inferioare      | 22,5%                                                             | 2022                                                              |
| Turkmenistan                     | Europa și Asia Centrală             | Țară cu venituri medii superioare      | N/A                                                               | N/A                                                               |
| Timorul de Est                   | Asia de Est și Pacific              | Țară cu venituri medii inferioare      | N/A                                                               | N/A                                                               |
| Tonga                            | Asia de Est și Pacific              | Țară cu venituri medii superioare      | 20,6%                                                             | 2021                                                              |
| Trinidad-Tobago                  | America Latină și Caraibe           | Țară cu venituri mari                  | N/A                                                               | N/A                                                               |
| Tunisia                          | Orientul mijlociu și Africa de Nord | Țară cu venituri medii inferioare      | 16,6%                                                             | 2021                                                              |
| Turcia                           | Europa și Asia Centrală             | Țară cu venituri medii superioare      | 14,4%                                                             | 2021                                                              |
| Tuvalu                           | Asia de Est și Pacific              | Țară cu venituri medii superioare      | N/A                                                               | N/A                                                               |
| Tanzania                         | Africa subsahariană                 | Țară cu venituri medii inferioare      | 26,4%                                                             | 2018                                                              |
| Uganda                           | Africa subsahariană                 | Țară cu venituri mici                  | 20,3%                                                             | 2019                                                              |
| Ucraina                          | Europa și Asia Centrală             | Țară cu venituri medii superioare      | 1,6%                                                              | 2020                                                              |
| Uruguay                          | America Latină și Caraibe           | Țară cu venituri mari                  | 9,9%                                                              | 2022                                                              |
| Statele Unite ale Americii       | America de Nord                     | Țară cu venituri mari                  | N/A                                                               | N/A                                                               |
| Uzbekistan                       | Europa și Asia Centrală             | Țară cu venituri medii inferioare      | 11,0%                                                             | 2023                                                              |
| Sfântul Vicențiu și Grenadine    | America Latină și Caraibe           | Țară cu venituri medii superioare      | N/A                                                               | N/A                                                               |
| Venezuela                        | America Latină și Caraibe           | 0                                      | N/A                                                               | N/A                                                               |
| Insulele Virgine Britanice       | America Latină și Caraibe           | Țară cu venituri mari                  | N/A                                                               | N/A                                                               |
| Insulele Virgine Americane       | America Latină și Caraibe           | Țară cu venituri mari                  | N/A                                                               | N/A                                                               |
| Vietnam                          | Asia de Est și Pacific              | Țară cu venituri medii inferioare      | 4,3%                                                              | 2022                                                              |
| Vanuatu                          | Asia de Est și Pacific              | Țară cu venituri medii inferioare      | 15,9%                                                             | 2019                                                              |
| Samoa                            | Asia de Est și Pacific              | Țară cu venituri medii inferioare      | 21,9%                                                             | 2018                                                              |
| Kosovo                           | Europa și Asia Centrală             | Țară cu venituri medii superioare      | N/A                                                               | N/A                                                               |
| Yemen                            | Orientul mijlociu și Africa de Nord | Țară cu venituri mici                  | N/A                                                               | N/A                                                               |
| Africa de Sud                    | Africa subsahariană                 | Țară cu venituri medii superioare      | N/A                                                               | N/A                                                               |
| Zambia                           | Africa subsahariană                 | Țară cu venituri medii inferioare      | 60,0%                                                             | 2022                                                              |
| Zimbabwe                         | Africa subsahariană                 | Țară cu venituri medii inferioare      | 38,3%                                                             | 2019                                                              |

## Ponderea populației ocupate care trăiește sub pragurile internaționale ale sărăciei
Procentul populației ocupate (angajați) care locuiește în gospodării care se încadrează sub pragul internațional de sărăcie al Băncii Mondiale de 2,15 USD și 3,65 USD pe zi, conform Organizației Internaționale a Muncii Sortarea este alfabetică după codul țării, conform ISO 3166-1 alpha-3.
| Țară/Teritoriu                                                                                                   | Regiune                             | Clasificare după venituri (conform BM) | Sărăcie extremă: sub 2,15 USD pe zi | Sărăcie moderată: între 2,15 USD și 3,65 USD pe zi | Peste pragul de sărăcie moderată: mai mult de 3,65 USD pe zi |
| |                                     |                                        |                                     |                                                    |                                                              |
| --- | ----------------------------------- | -------------------------------------- | ----------------------------------- | -------------------------------------------------- | ------------------------------------------------------------ |
| Afganistan | Asia de Sud                         | Țară cu venituri mici                  | 35%                                 | 56%                                                | 9%                                                           |
| Albania | Europa și Asia Centrală             | Țară cu venituri medii superioare      | 0%                                  | 0%                                                 | 100%                                                         |
| Algeria | Orientul mijlociu și Africa de Nord | Țară cu venituri medii superioare      | 0%                                  | 1%                                                 | 99%                                                          |
| Angola | Africa subsahariană                 | Țară cu venituri medii inferioare      | 31%                                 | 22%                                                | 47%                                                          |
| Argentina | America Latină și Caraibe           | Țară cu venituri medii superioare      | 0%                                  | 1%                                                 | 99%                                                          |
| Armenia | Europa și Asia Centrală             | Țară cu venituri medii superioare      | 0%                                  | 2%                                                 | 98%                                                          |
| Azerbaidjan | Europa și Asia Centrală             | Țară cu venituri medii superioare      | 0%                                  | 0%                                                 | 100%                                                         |
| Bahamas | America Latină și Caraibe           | Țară cu venituri mari                  | 0%                                  | 0%                                                 | 100%                                                         |
| Bahrain | Orientul mijlociu și Africa de Nord | Țară cu venituri mari                  | 0%                                  | 0%                                                 | 100%                                                         |
| Bangladesh | Asia de Sud                         | Țară cu venituri medii inferioare      | 6%                                  | 27%                                                | 67%                                                          |
| Barbados | America Latină și Caraibe           | Țară cu venituri mari                  | 2%                                  | 5%                                                 | 93%                                                          |
| Belarus | Europa și Asia Centrală             | Țară cu venituri medii superioare      | 0%                                  | 0%                                                 | 100%                                                         |
| Belize | America Latină și Caraibe           | Țară cu venituri medii superioare      | 12%                                 | 15%                                                | 73%                                                          |
| Benin | Africa subsahariană                 | Țară cu venituri medii inferioare      | 14%                                 | 28%                                                | 58%                                                          |
| Bhutan | Asia de Sud                         | Țară cu venituri medii inferioare      | 1%                                  | 3%                                                 | 97%                                                          |
| Bolivia | America Latină și Caraibe           | Țară cu venituri medii inferioare      | 2%                                  | 3%                                                 | 95%                                                          |
| Bosnia și Herțegovina                                                                                            | Europa și Asia Centrală             | Țară cu venituri medii superioare      | 0%                                  | 0%                                                 | 100%                                                         |
| Botswana | Africa subsahariană                 | Țară cu venituri medii superioare      | 8%                                  | 19%                                                | 73%                                                          |
| Brazilia | America Latină și Caraibe           | Țară cu venituri medii superioare      | 3%                                  | 3%                                                 | 95%                                                          |
| Burkina Faso | Africa subsahariană                 | Țară cu venituri mici                  | 27%                                 | 30%                                                | 43%                                                          |
| Burundi | Africa subsahariană                 | Țară cu venituri mici                  | 70%                                 | 19%                                                | 11%                                                          |
| Capul Verde | Africa subsahariană                 | Țară cu venituri medii inferioare      | 0%                                  | 7%                                                 | 93%                                                          |
| Cambodia | Asia de Est și Pacific              | Țară cu venituri medii inferioare      | 20%                                 | 34%                                                | 46%                                                          |
| Camerun | Africa subsahariană                 | Țară cu venituri medii inferioare      | 20%                                 | 20%                                                | 60%                                                          |
| Republica Centrafricană                                                                                          | Africa subsahariană                 | Țară cu venituri mici                  | 66%                                 | 21%                                                | 13%                                                          |
| Ciad | Africa subsahariană                 | Țară cu venituri mici                  | 34%                                 | 33%                                                | 33%                                                          |
| Chile | America Latină și Caraibe           | Țară cu venituri mari                  | 0%                                  | 0%                                                 | 99%                                                          |
| China | Asia de Est și Pacific              | Țară cu venituri medii superioare      | 0%                                  | 2%                                                 | 98%                                                          |
| Columbia | America Latină și Caraibe           | Țară cu venituri medii superioare      | 3%                                  | 6%                                                 | 91%                                                          |
| Comore | Africa subsahariană                 | Țară cu venituri medii inferioare      | 14%                                 | 18%                                                | 68%                                                          |
| Republica Congo                                                                                                  | Africa subsahariană                 | Țară cu venituri medii inferioare      | 50%                                 | 23%                                                | 27%                                                          |
| Republica Democrată Congo                                                                                        | Africa subsahariană                 | Țară cu venituri mici                  | 57%                                 | 24%                                                | 19%                                                          |
| Costa Rica | America Latină și Caraibe           | Țară cu venituri medii superioare      | 0%                                  | 1%                                                 | 99%                                                          |
| Coasta de Fildeș                                                                                                 | Africa subsahariană                 | Țară cu venituri medii inferioare      | 10%                                 | 23%                                                | 67%                                                          |
| Republica Dominicană                                                                                             | America Latină și Caraibe           | Țară cu venituri medii superioare      | 1%                                  | 2%                                                 | 97%                                                          |
| Ecuador | America Latină și Caraibe           | Țară cu venituri medii superioare      | 3%                                  | 6%                                                 | 91%                                                          |
| Egipt | Orientul mijlociu și Africa de Nord | Țară cu venituri medii inferioare      | 0%                                  | 12%                                                | 87%                                                          |
| El Salvador | America Latină și Caraibe           | Țară cu venituri medii superioare      | 2%                                  | 4%                                                 | 94%                                                          |
| Guineea Ecuatorială                                                                                              | Africa subsahariană                 | Țară cu venituri medii superioare      | 33%                                 | 27%                                                | 40%                                                          |
| Eritreea | Africa subsahariană                 | Țară cu venituri mici                  | 32%                                 | 28%                                                | 40%                                                          |
| Eswatini | Africa subsahariană                 | Țară cu venituri medii inferioare      | 23%                                 | 22%                                                | 55%                                                          |
| Etiopia | Africa subsahariană                 | Țară cu venituri mici                  | 18%                                 | 29%                                                | 53%                                                          |
| Fiji | Asia de Est și Pacific              | Țară cu venituri medii superioare      | 0%                                  | 10%                                                | 89%                                                          |
| Gabon | Africa subsahariană                 | Țară cu venituri medii superioare      | 1%                                  | 3%                                                 | 96%                                                          |
| Gambia | Africa subsahariană                 | Țară cu venituri mici                  | 14%                                 | 26%                                                | 60%                                                          |
| Georgia | Europa și Asia Centrală             | Țară cu venituri medii superioare      | 2%                                  | 8%                                                 | 90%                                                          |
| Ghana | Africa subsahariană                 | Țară cu venituri medii inferioare      | 18%                                 | 19%                                                | 63%                                                          |
| Guatemala | America Latină și Caraibe           | Țară cu venituri medii superioare      | 2%                                  | 7%                                                 | 91%                                                          |
| Guineea | Africa subsahariană                 | Țară cu venituri medii inferioare      | 15%                                 | 26%                                                | 59%                                                          |
| Guineea-Bissau                                                                                                   | Africa subsahariană                 | Țară cu venituri mici                  | 18%                                 | 33%                                                | 50%                                                          |
| Guyana | America Latină și Caraibe           | Țară cu venituri mari                  | 0%                                  | 1%                                                 | 99%                                                          |
| Haiti | America Latină și Caraibe           | Țară cu venituri medii inferioare      | 26%                                 | 27%                                                | 48%                                                          |
| Honduras | America Latină și Caraibe           | Țară cu venituri medii inferioare      | 8%                                  | 12%                                                | 81%                                                          |
| Hong Kong, China                                                                                                 | Asia de Est și Pacific              | Țară cu venituri mari                  | 0%                                  | 0%                                                 | 100%                                                         |
| India | Asia de Sud                         | Țară cu venituri medii inferioare      | 9%                                  | 30%                                                | 61%                                                          |
| Indonezia | Asia de Est și Pacific              | Țară cu venituri medii superioare      | 3%                                  | 16%                                                | 81%                                                          |
| Iran | Orientul mijlociu și Africa de Nord | Țară cu venituri medii superioare      | 0%                                  | 0%                                                 | 99%                                                          |
| Irak | Orientul mijlociu și Africa de Nord | Țară cu venituri medii superioare      | 0%                                  | 1%                                                 | 99%                                                          |
| Jamaica | America Latină și Caraibe           | Țară cu venituri medii superioare      | 0%                                  | 5%                                                 | 95%                                                          |
| Iordania | Orientul mijlociu și Africa de Nord | Țară cu venituri medii inferioare      | 0%                                  | 1%                                                 | 98%                                                          |
| Kazahstan | Europa și Asia Centrală             | Țară cu venituri medii superioare      | 0%                                  | 0%                                                 | 100%                                                         |
| Kenya | Africa subsahariană                 | Țară cu venituri medii inferioare      | 26%                                 | 34%                                                | 40%                                                          |
| Coreea de Sud | Asia de Est și Pacific              | Țară cu venituri mari                  | 0%                                  | 0%                                                 | 100%                                                         |
| Kuwait | Orientul mijlociu și Africa de Nord | Țară cu venituri mari                  | 0%                                  | 0%                                                 | 100%                                                         |
| Kârgâzstan | Europa și Asia Centrală             | Țară cu venituri medii inferioare      | 1%                                  | 13%                                                | 86%                                                          |
| Laos | Asia de Est și Pacific              | Țară cu venituri medii inferioare      | 7%                                  | 21%                                                | 72%                                                          |
| Liban | Orientul mijlociu și Africa de Nord | Țară cu venituri medii inferioare      | 0%                                  | 0%                                                 | 100%                                                         |
| Lesotho | Africa subsahariană                 | Țară cu venituri medii inferioare      | 26%                                 | 23%                                                | 51%                                                          |
| Liberia | Africa subsahariană                 | Țară cu venituri mici                  | 31%                                 | 30%                                                | 40%                                                          |
| Libia | Orientul mijlociu și Africa de Nord | Țară cu venituri medii superioare      | 5%                                  | 6%                                                 | 89%                                                          |
| Madagascar | Africa subsahariană                 | Țară cu venituri mici                  | 78%                                 | 15%                                                | 7%                                                           |
| Malawi | Africa subsahariană                 | Țară cu venituri mici                  | 66%                                 | 21%                                                | 13%                                                          |
| Malaysia | Asia de Est și Pacific              | Țară cu venituri medii superioare      | 0%                                  | 0%                                                 | 100%                                                         |
| Maldive | Asia de Sud                         | Țară cu venituri medii superioare      | 0%                                  | 0%                                                 | 100%                                                         |
| Mali | Africa subsahariană                 | Țară cu venituri mici                  | 16%                                 | 32%                                                | 52%                                                          |
| Mauritania | Africa subsahariană                 | Țară cu venituri medii inferioare      | 4%                                  | 13%                                                | 83%                                                          |
| Mauritius | Africa subsahariană                 | Țară cu venituri medii superioare      | 0%                                  | 0%                                                 | 100%                                                         |
| Mexic | America Latină și Caraibe           | Țară cu venituri medii superioare      | 1%                                  | 5%                                                 | 94%                                                          |
| Republica Moldova                                                                                                | Europa și Asia Centrală             | Țară cu venituri medii superioare      | 0%                                  | 1%                                                 | 99%                                                          |
| Mongolia | Asia de Est și Pacific              | Țară cu venituri medii superioare      | 0%                                  | 2%                                                 | 97%                                                          |
| Muntenegru | Europa și Asia Centrală             | Țară cu venituri medii superioare      | 1%                                  | 2%                                                 | 98%                                                          |
| Maroc | Orientul mijlociu și Africa de Nord | Țară cu venituri medii inferioare      | 0%                                  | 8%                                                 | 92%                                                          |
| Mozambic | Africa subsahariană                 | Țară cu venituri mici                  | 69%                                 | 17%                                                | 15%                                                          |
| Myanmar | Asia de Est și Pacific              | Țară cu venituri medii inferioare      | 2%                                  | 15%                                                | 83%                                                          |
| Namibia | Africa subsahariană                 | Țară cu venituri medii superioare      | 11%                                 | 11%                                                | 78%                                                          |
| Nepal | Asia de Sud                         | Țară cu venituri medii inferioare      | 2%                                  | 13%                                                | 85%                                                          |
| Nicaragua | America Latină și Caraibe           | Țară cu venituri medii inferioare      | 2%                                  | 7%                                                 | 91%                                                          |
| Niger | Africa subsahariană                 | Țară cu venituri mici                  | 46%                                 | 32%                                                | 22%                                                          |
| Nigeria | Africa subsahariană                 | Țară cu venituri medii inferioare      | 27%                                 | 31%                                                | 42%                                                          |
| Macedonia de Nord                                                                                                | Europa și Asia Centrală             | Țară cu venituri medii superioare      | 1%                                  | 3%                                                 | 96%                                                          |
| Palestina | Orientul mijlociu și Africa de Nord | Țară cu venituri medii inferioare      | 0%                                  | 1%                                                 | 98%                                                          |
| Oman | Orientul mijlociu și Africa de Nord | Țară cu venituri mari                  | 6%                                  | 7%                                                 | 87%                                                          |
| Pakistan | Asia de Sud                         | Țară cu venituri medii inferioare      | 4%                                  | 30%                                                | 66%                                                          |
| Panama | America Latină și Caraibe           | Țară cu venituri mari                  | 0%                                  | 1%                                                 | 98%                                                          |
| Papua Noua Guinee                                                                                                | Asia de Est și Pacific              | Țară cu venituri medii inferioare      | 29%                                 | 26%                                                | 45%                                                          |
| Paraguay | America Latină și Caraibe           | Țară cu venituri medii superioare      | 0%                                  | 2%                                                 | 98%                                                          |
| Peru | America Latină și Caraibe           | Țară cu venituri medii superioare      | 5%                                  | 9%                                                 | 87%                                                          |
| Filipine | Asia de Est și Pacific              | Țară cu venituri medii inferioare      | 0%                                  | 9%                                                 | 91%                                                          |
| Puerto Rico | America Latină și Caraibe           | Țară cu venituri mari                  | 0%                                  | 0%                                                 | 100%                                                         |
| Qatar | Orientul mijlociu și Africa de Nord | Țară cu venituri mari                  | 0%                                  | 0%                                                 | 100%                                                         |
| Rusia | Europa și Asia Centrală             | Țară cu venituri mari                  | 0%                                  | 0%                                                 | 100%                                                         |
| Rwanda | Africa subsahariană                 | Țară cu venituri mici                  | 33%                                 | 31%                                                | 36%                                                          |
| Arabia Saudită                                                                                                   | Orientul mijlociu și Africa de Nord | Țară cu venituri mari                  | 0%                                  | 0%                                                 | 100%                                                         |
| Senegal | Africa subsahariană                 | Țară cu venituri medii inferioare      | 9%                                  | 24%                                                | 67%                                                          |
| Serbia | Europa și Asia Centrală             | Țară cu venituri medii superioare      | 0%                                  | 0%                                                 | 100%                                                         |
| Sierra Leone | Africa subsahariană                 | Țară cu venituri mici                  | 27%                                 | 35%                                                | 38%                                                          |
| Insulele Solomon                                                                                                 | Asia de Est și Pacific              | Țară cu venituri medii inferioare      | 35%                                 | 34%                                                | 31%                                                          |
| Somalia | Africa subsahariană                 | Țară cu venituri mici                  | 59%                                 | 23%                                                | 18%                                                          |
| Africa de Sud | Africa subsahariană                 | Țară cu venituri medii superioare      | 9%                                  | 12%                                                | 79%                                                          |
| Sri Lanka | Asia de Sud                         | Țară cu venituri medii inferioare      | 2%                                  | 14%                                                | 84%                                                          |
| Sudan | Africa subsahariană                 | Țară cu venituri mici                  | 31%                                 | 35%                                                | 35%                                                          |
| Surinam | America Latină și Caraibe           | Țară cu venituri medii superioare      | 18%                                 | 16%                                                | 65%                                                          |
| Siria | Orientul mijlociu și Africa de Nord | Țară cu venituri mici                  | 68%                                 | 18%                                                | 14%                                                          |
| Taiwan | Asia de Est și Pacific              | Țară cu venituri mari                  | 0%                                  | 0%                                                 | 100%                                                         |
| Tadjikistan | Europa și Asia Centrală             | Țară cu venituri medii inferioare      | 3%                                  | 9%                                                 | 88%                                                          |
| Tanzania | Africa subsahariană                 | Țară cu venituri medii inferioare      | 42%                                 | 30%                                                | 28%                                                          |
| Thailanda | Asia de Est și Pacific              | Țară cu venituri medii superioare      | 0%                                  | 0%                                                 | 100%                                                         |
| Timorul de Est                                                                                                   | Asia de Est și Pacific              | Țară cu venituri medii inferioare      | 30%                                 | 42%                                                | 29%                                                          |
| Togo | Africa subsahariană                 | Țară cu venituri mici                  | 16%                                 | 28%                                                | 55%                                                          |
| Trinidad-Tobago                                                                                                  | America Latină și Caraibe           | Țară cu venituri mari                  | 0%                                  | 0%                                                 | 100%                                                         |
| Tunisia | Orientul mijlociu și Africa de Nord | Țară cu venituri medii inferioare      | 0%                                  | 1%                                                 | 99%                                                          |
| Turcia | Europa și Asia Centrală             | Țară cu venituri medii superioare      | 0%                                  | 0%                                                 | 100%                                                         |
| Turkmenistan | Europa și Asia Centrală             | Țară cu venituri medii superioare      | 1%                                  | 3%                                                 | 96%                                                          |
| Uganda | Africa subsahariană                 | Țară cu venituri mici                  | 37%                                 | 31%                                                | 32%                                                          |
| Ucraina | Europa și Asia Centrală             | Țară cu venituri medii superioare      | 0%                                  | 0%                                                 | 100%                                                         |
| Emiratele Arabe Unite                                                                                            | Orientul mijlociu și Africa de Nord | Țară cu venituri mari                  | 0%                                  | 0%                                                 | 100%                                                         |
| Uruguay | America Latină și Caraibe           | Țară cu venituri mari                  | 0%                                  | 0%                                                 | 100%                                                         |
| Uzbekistan | Europa și Asia Centrală             | Țară cu venituri medii inferioare      | 19%                                 | 37%                                                | 44%                                                          |
| Venezuela | America Latină și Caraibe           | -                                      | 25%                                 | 24%                                                | 51%                                                          |
| Vietnam | Asia de Est și Pacific              | Țară cu venituri medii inferioare      | 1%                                  | 3%                                                 | 96%                                                          |
| Yemen | Orientul mijlociu și Africa de Nord | Țară cu venituri mici                  | 57%                                 | 24%                                                | 20%                                                          |
| Zambia | Africa subsahariană                 | Țară cu venituri medii inferioare      | 56%                                 | 19%                                                | 25%                                                          |
| Zimbabwe | Africa subsahariană                 | Țară cu venituri medii inferioare      | 35%                                 | 25%                                                | 40%                                                          |
| Notă: Datele pentru Ucraina se referă la anul 2021 iar cele pentru Teritoriile Palestiniene Ocupate la anul 2022 |                                     |                                        |                                     |                                                    |                                                              |